# Vanuatu
Vanuatu, oficialmente la República de Vanuatu (en bislama, Ripablik blong Vanuatu; en inglés: Republic of Vanuatu; en francés: République de Vanuatu), es un país soberano insular ubicado en Oceanía, localizado en el océano Pacífico Sur. El archipiélago, que es de origen volcánico, se encuentra a unos 1750 km al este de Australia, 500 km al noreste de Nueva Caledonia, al oeste de Fiyi y al sur de las Islas Salomón, cerca de Nueva Guinea. Su nombre inicial fue Austrialia del Espíritu Santo, y posteriormente los ingleses le cambiaron el nombre al de Nuevas Hébridas.
Vanuatu fue habitado por el pueblo melanesio durante miles de años. El archipiélago fue descubierto por una expedición liderada por Pedro Fernández de Quirós, quien partió del puerto del Callao en el Virreinato del Perú, en 1606. Otros europeos comenzaron a asentarse en la zona a finales del siglo XVIII. En la década de 1880 Francia y Reino Unido reclamaron regiones del archipiélago, y en 1906 acordaron la creación de un marco para gestionar en común las Nuevas Hébridas, a través de un condominio anglo-francés. Durante la década de 1970 surgió un movimiento independentista, y en 1980 se fundó la República de Vanuatu. Cabe destacar que Vanuatu es el único país de Oceanía que tiene el francés como idioma oficial (fuera de los territorios franceses como Nueva Caledonia).

## Etimología
Los primeros europeos que visitaron las islas fueron parte de una expedición española liderada por el navegante Pedro Fernández de Quirós, quien desembarcó en 1605; reclamó el archipiélago para España y lo bautizó como "Austrialia del Espíritu Santo". Posteriormente, en 1768, los franceses lo denominaron "Grandes Cícladas", y en 1774, los ingleses, "Nuevas Hébridas".
En los años 1880, Francia y el Reino Unido se disputaban parte de la colonia y en 1906 acordaron administrar de manera conjunta el territorio conocido como las "Nuevas Hébridas", en referencia al archipiélago escocés.
El nombre actual del país proviene de los vocablos vanua ("tierra" u "hogar"), —un término utilizado en varias lenguas austronesias— y tu ("pararse"). En conjunto, el nombre "Vanuatu" hace referencia al estatus de independencia del nuevo país.

## Historia
Muchas de las islas de Vanuatu están habitadas desde hace miles de años, tras haber sido colonizadas por austronesios pertenecientes a la cultura Lapita alrededor de 2000 a. C. En 1606, el explorador español Pedro Fernández de Quirós, nacido en Évora,  se convirtió en el primer europeo en llegar a las islas; creyendo que había llegado a la Terra Australis bautizó el archipiélago con el nombre de Terra Austrialia del Espíritu Santo y fundó una colonia: Nueva Jerusalén en la isla Espíritu Santo. 
Otras potencias europeas comenzaron a asentarse en las islas a finales del siglo XVIII, primero con las exploraciones del Conde de Bougainville que redescubrió la isla con el nombre de Grandes Cícladas en 1768 y después con el explorador británico James Cook quien, atraído por la luz brillante del volcán Yasur, visitó las islas en su segundo viaje en agosto de 1774, llamándolas Nuevas Hébridas. Allí fundó el Port Resolution, una aldea en la punta este de la isla de Tanna.
En 1887, las Nuevas Hébridas comenzaron a ser administradas por una comisión naval franco-británica. En 1906, se estableció un Condominio Franco-Británico.
Durante la Segunda Guerra Mundial, Estados Unidos utilizó las islas Efaté y Espíritu Santo como bases militares, lo que inyectó divisas al país y sobre todo nuevas formas de pensar, hecho que abrió a Vanuatu el camino a su independencia. En 1957 se estableció un Consejo Asesor. En la década de 1960, los aborígenes vanuatuenses reclamaban el autogobierno y la posterior independencia; en 1974 los nacionalistas ganaron la elección del Parlamento que abolía al Consejo Asesor y en 1978 se creó un gabinete encargado por un ministro Jefe.

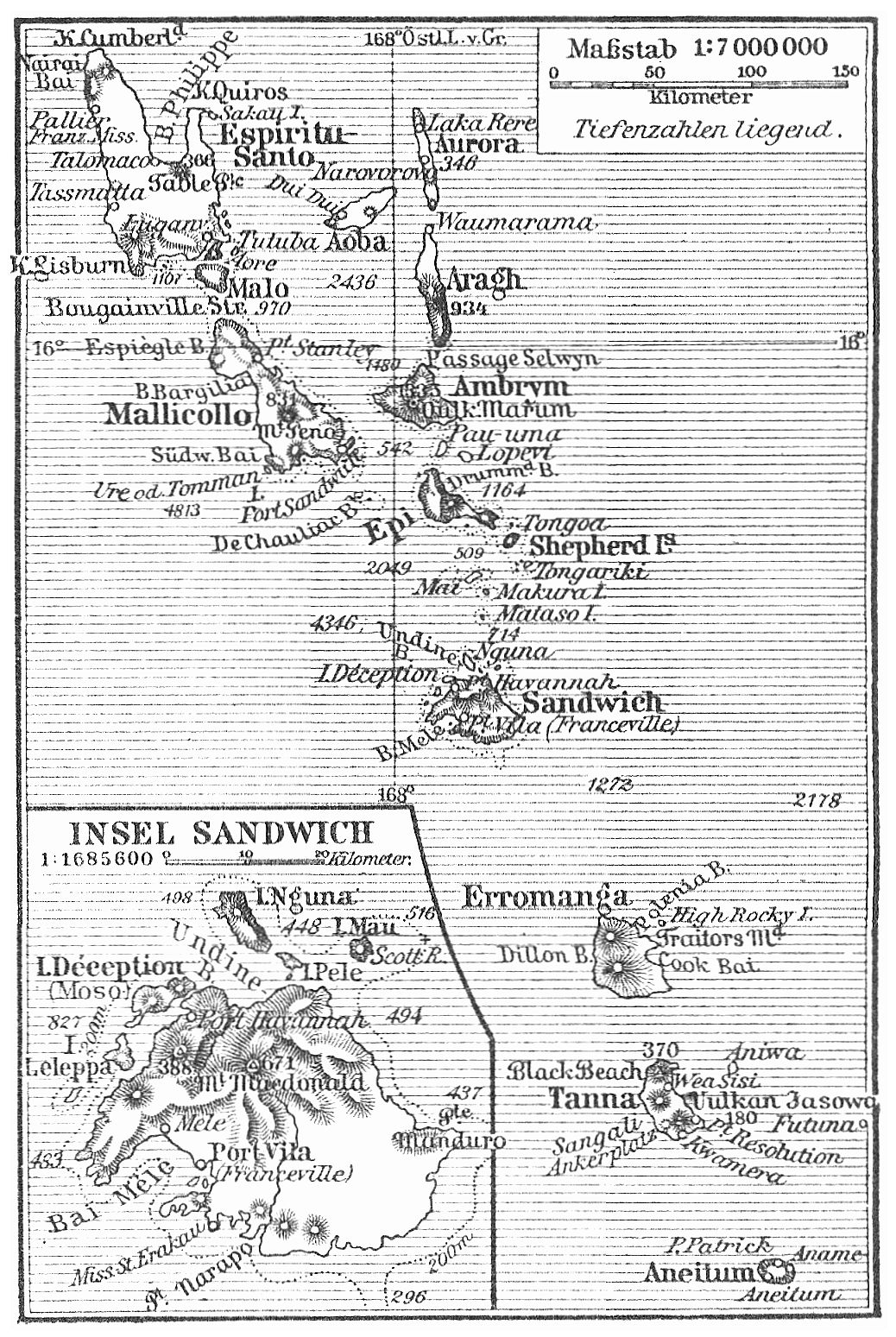
Mapa de las Nuevas Hébridas, 1905.

El 24 de marzo de 1974 se proclamó la Nación de Tanna. Mientras los británicos fueron más abiertos a estas demandas, los colonos franceses se opusieron.[cita requerida] Finalmente las autoridades del Condominio Anglo-Francés los reprimieron el 29 de junio de 1974.
En 1979 se promulgó la Constitución que establece parlamentos regionales en las islas de Espíritu Santo y Tanna. Al año siguiente Jimmy Stevens, líder de la agrupación Na-Griamel, organizó una revuelta en Espíritu Santo y proclamó el Estado Independiente de Vemarana. Vanuatu obtiene la independencia plena el 30 de julio de 1980 con Walter Lini como primer ministro; a petición suya, tropas de Papúa Nueva Guinea, Australia y Nueva Zelanda restauraron el orden en Espíritu Santo. En 1981 ingresa en la ONU y en 1983 en el Movimiento de Países no Alineados.
En febrero de 1984, el presidente George Sokomanu renunció después de declararse culpable de retrasar el pago de los impuestos, pero resultó reelegido al mes siguiente. En 1985 la Unión de Partidos Moderados acusó al gobierno de restringir los derechos humanos y los derechos de organización. En febrero de 1987 un ciclón destruyó Port Vila, la capital, y causó unos 50 muertos.
En diciembre de 1988, en medio de una crisis política provocada por rivalidades entre el primer ministro Lini y Barak Sope, secretario general del Vanua'aku Pati, el presidente Sokomanu disolvió el Parlamento y nombró a Sope primer ministro interino, pero ambos fueron arrestados por las fuerzas leales a Lini; al año siguiente fue elegido presidente Fred Timakata.
En 1991, una moción parlamentaria despojó a Lini de su cargo y Donald Kalpokas del Vanua'aku Pati, fue elegido primer ministro el 6 de septiembre, pero fue reemplazado por Maxime Carlot Korman el 16 de diciembre.
En 1996, el grupo paramilitar Vanuatu Mobile Force intentó deponer el gobierno y en ese año el gabinete de Carlot cometió un fraude bancario. En noviembre de 1997, el presidente Jean Marie Leye disolvió el Parlamento.
En los últimos años, el país ha estado bajo escándalos de corrupción que han frenado la economía. Las elecciones generales celebradas el 2 de septiembre de 2008 dieron como resultado el nombramiento como primer ministro de Edward Natapei.
El 14 de marzo de 2015, el ciclón Pam, de categoría 5, arrasó el país. Sus vientos, de velocidades superiores a los 300 km/h, destruyeron el ochenta por ciento de las viviendas de la capital y dejaron decenas de víctimas.

## Gobierno y política

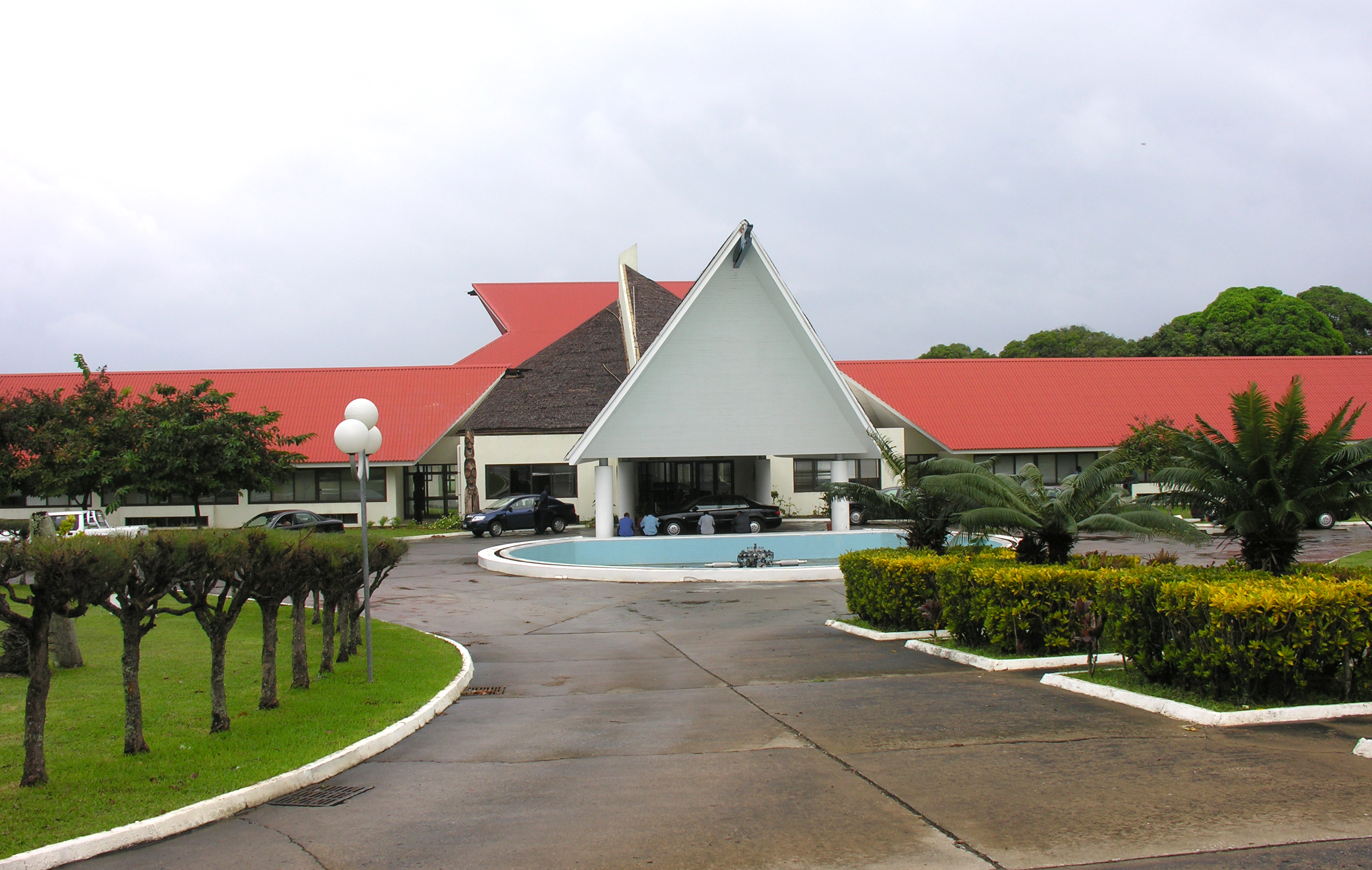
Edificio del Parlamento de Vanuatu en Port Vila.

El Parlamento de Vanuatu es unicameral y tiene 52 miembros que son elegidos cada cuatro años por voto popular. El líder del principal partido en el parlamento es usualmente elegido primer ministro, y encabeza el gobierno. El jefe de Estado, el Presidente, es elegido cada cinco años por el parlamento. Los presidentes de los seis gobiernos provinciales forman una coalición, sin embargo, ha habido problemas algunas veces, especialmente con la competición entre Reino Unido y Francia en tratar de simpatizar a sus líderes con sus intereses.
El actual presidente es Nikenike Vurobaravu, desde el 23 de julio de 2022, y el actual primer ministro es Jotham Napat, desde el 11 de febrero de 2025.

### Política Exterior
Vanuatu es miembro del Banco Asiático de Desarrollo, el Banco Mundial, el Fondo Monetario Internacional, la Agence de Coopération Culturelle et Technique, la Francofonía y la Commonwealth de Naciones.

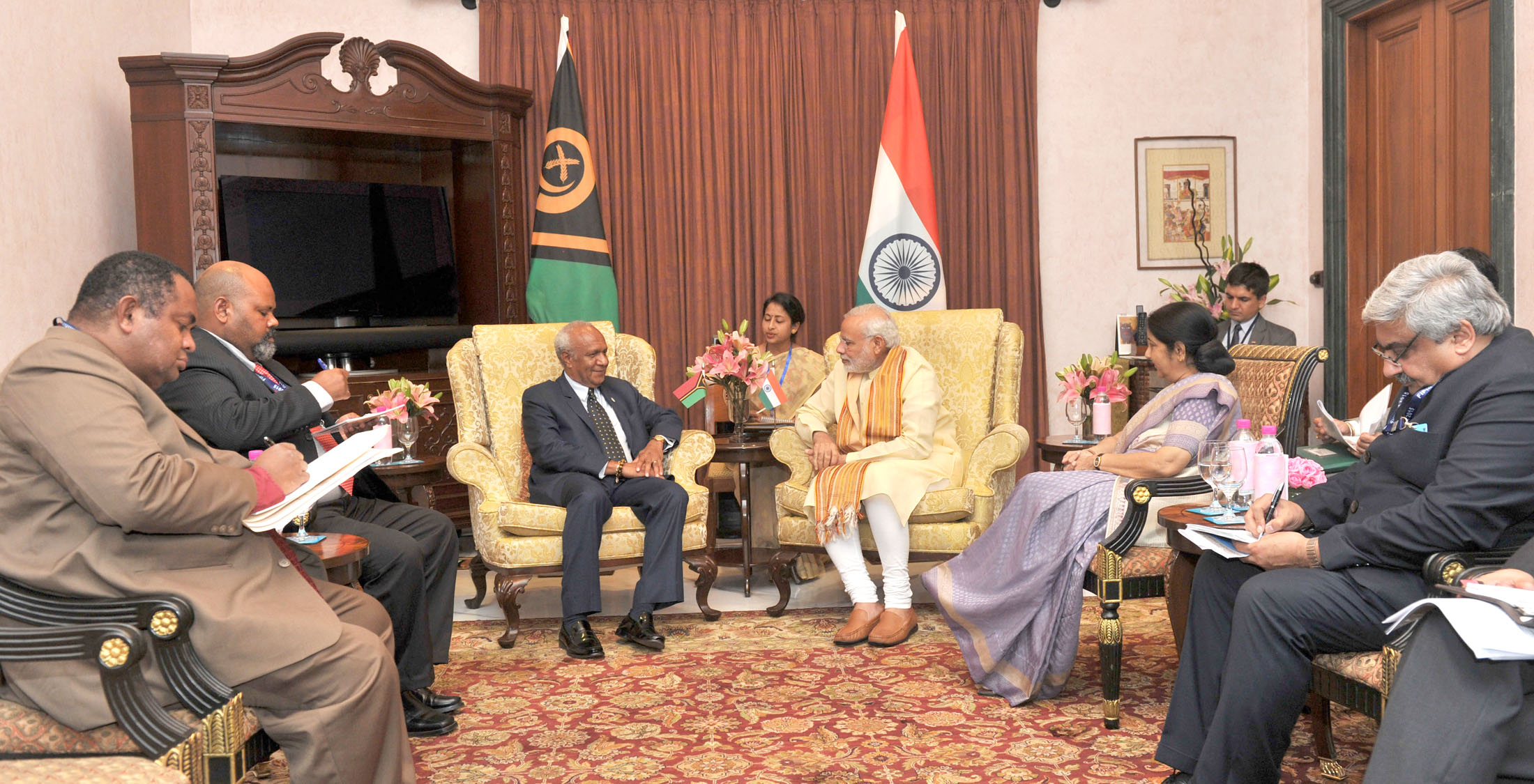
El primer ministro de Vanuatu, Sato Kilman, con su homólogo indio, Narendra Modi, en agosto de 2015.

Vanuatu es miembro del Foro de Pequeños Estados (FOSS) desde su fundación en 1992.
Desde 1980, Australia, Reino Unido, Francia y Nueva Zelanda han proporcionado la mayor parte de la ayuda al desarrollo de Vanuatu. La ayuda directa del Reino Unido a Vanuatu cesó en 2005 tras la decisión de este país de dejar de centrarse en el Pacífico.
Más recientemente, nuevos donantes, como la Cuenta del Desafío del Milenio (CRM) de Estados Unidos y la República Popular China, han aumentado la financiación de la ayuda y los préstamos. En 2005, la MCA anunció que Vanuatu era uno de los 15 primeros países del mundo seleccionados para recibir ayuda: se concedió un importe de 65 millones de dólares para la provisión y mejora de infraestructuras públicas clave.
En marzo de 2017, en la 34.ª sesión ordinaria del Consejo de Derechos Humanos de la ONU, Vanuatu hizo una declaración conjunta en nombre de algunas otras naciones del Pacífico planteando abusos contra los derechos humanos en la región de Nueva Guinea Occidental o Papúa Occidental, que ha sido parte de Indonesia desde 1963, y solicitó que el Alto Comisionado de la ONU para los Derechos Humanos elaborara un informe ya que más de 100.000 papúes supuestamente han muerto durante décadas de conflicto en Papúa. Indonesia rechazó las acusaciones de Vanuatu. En septiembre de 2017, en el 72.º periodo de sesiones de la Asamblea General de la ONU, los primeros ministros de Vanuatu, Tuvalu y las Islas Salomón volvieron a plantear su preocupación por los derechos humanos en Papúa Occidental.
En 2018, informes periodísticos de Australia indicaron una creciente preocupación por el nivel de inversión china en Vanuatu, con más del 50 % de la deuda del país, de 440 millones de dólares, contraída con China. La preocupación se centró en la posibilidad de que China utilizara la posible incapacidad de Vanuatu para pagar la deuda como palanca para negociar el control del muelle de Luganville o la presencia del Ejército Popular de Liberación en él. China prestó y financió la remodelación de 114 millones de dólares del muelle, ya construido, con capacidad para atracar buques de guerra.

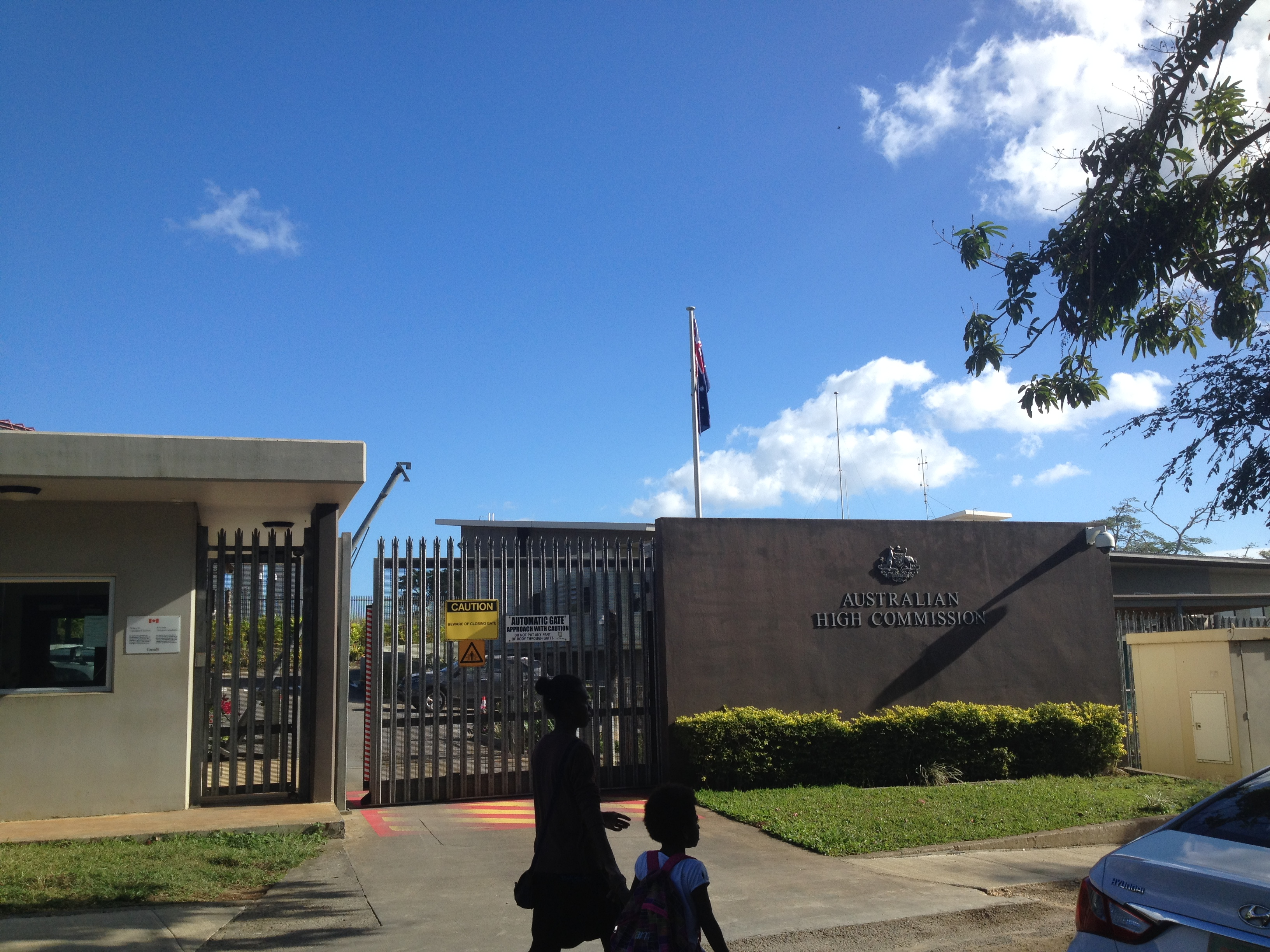
Embajada de Australia en Vanuatu

Vanuatu mantiene fuertes lazos económicos y culturales con Australia, la Unión Europea (en particular Francia), el Reino Unido y Nueva Zelanda. En la actualidad, Australia proporciona la mayor parte de la ayuda exterior, incluida la destinada al cuerpo de policía, que cuenta con un ala paramilitar.
Karen Bell es la nueva Alta Comisionada británica en Vanuatu. La Alta Comisión Británica en Vanuatu, situada en Port Vila, se reabrió en el verano de 2019 como parte de la estrategia "Pacific Uplift" del Gobierno del Reino Unido. La asociación British Friends of Vanuatu, con sede en Londres, ofrece apoyo a los visitantes de Vanuatu en el Reino Unido, y a menudo puede ofrecer asesoramiento y contactos a personas que buscan información sobre Vanuatu o que desean visitarlo, y acoge a nuevos miembros (no necesariamente residentes en el Reino Unido) interesados en Vanuatu. El Charitable Trust de la asociación financia ayudas a pequeña escala en el sector de la educación y la formación.

### Derechos humanos
En materia de derechos humanos, respecto a la pertenencia a los siete organismos de la Carta Internacional de Derechos Humanos, que incluyen al Comité de Derechos Humanos (HRC), Vanuatu ha firmado o ratificado:
| Vanuatu | Tratados internacionales  | Tratados internacionales  | Tratados internacionales | Tratados internacionales  | Tratados internacionales  | Tratados internacionales  | Tratados internacionales    | Tratados internacionales | Tratados internacionales | Tratados internacionales | Tratados internacionales  | Tratados internacionales | Tratados internacionales | Tratados internacionales | Tratados internacionales | Tratados internacionales  | Tratados internacionales | Tratados internacionales  |
| --- | ------------------------- | ------------------------- | ------------------------ | ------------------------- | ------------------------- | ------------------------- | --------------------------- | ------------------------ | ------------------------ | ------------------------ | ------------------------- | ------------------------ | ------------------------ | ------------------------ | ------------------------ | ------------------------- | ------------------------ | ------------------------- |
| Vanuatu | CESCR                     | CESCR                     | CCPR                     | CCPR                      | CCPR                      | CERD                      | CED                         | CEDAW                    | CEDAW                    | CAT                      | CAT                       | CRC                      | CRC                      | CRC                      | CRC                      | MWC                       | CRPD                     | CRPD                      |
| Vanuatu | CESCR                     | CESCR-OP                  | CCPR                     | CCPR-OP1                  | CCPR-OP2-DP               | CERD                      | CED                         | CEDAW                    | CEDAW-OP                 | CAT                      | CAT-OP                    | CRC                      | CRC-OP-AC                | CRC-OP-SC                | CRC-OP-CP                | MWC                       | CRPD                     | CRPD-OP                   |
| Pertenencia | Ni firmado ni ratificado. | Ni firmado ni ratificado. | Firmado y ratificado.    | Ni firmado ni ratificado. | Ni firmado ni ratificado. | Ni firmado ni ratificado. | Firmado pero no ratificado. | Firmado y ratificado.    | Firmado y ratificado.    | Firmado y ratificado.    | Ni firmado ni ratificado. | Firmado y ratificado.    | Firmado y ratificado.    | Firmado y ratificado.    | Sin información.         | Ni firmado ni ratificado. | Firmado y ratificado.    | Ni firmado ni ratificado. |
| Firmado y ratificado, firmado, pero no ratificado, ni firmado ni ratificado, sin información, ha accedido a firmar y ratificar el órgano en cuestión, pero también reconoce la competencia de recibir y procesar comunicaciones individuales por parte de los órganos competentes. |                           |                           |                          |                           |                           |                           |                             |                          |                          |                          |                           |                          |                          |                          |                          |                           |                          |                           |

### Policía y defensa
En Vanuatu hay una fuerza policial: la Fuerza de Policía de Vanuatu (FPV) y una fuerza paramilitar: la Fuerza Móvil de Vanuatu (FMV). En total hay 547 agentes de policía organizados en dos puestos de mando; uno de ellos está ubicado en Port Vila y el otro en Luganville. Además de las dos comisarías principales, hay cuatro comisarías secundarias y ocho puestos de policía. En algunas islas no hay presencia policial y se puede tardar varios días para llegar al puesto de policía más cercano. En Vanuatu no hay fuerzas armadas permanente. En 2017, Vanuatu firmó un tratado de prohibición de armas nucleares en las Naciones Unidas (ONU).

## Organización territorial

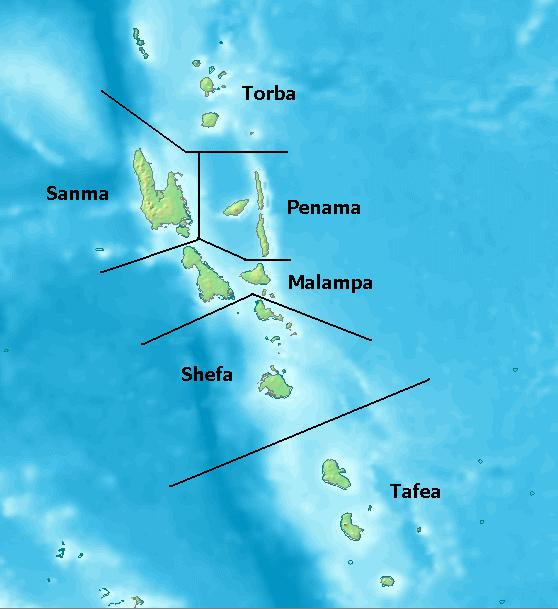
Provincias de Vanuatu.

Vanuatu ha conocido varias divisiones territoriales tanto antes como después de su independencia. La división territorial actual, vigente desde 1994, divide el país en seis provincias. Los nombres de estas provincias son acrónimos de los nombres de las islas que las componen:
1. Malampa (Malakula, Ambrym, Paama)
2. Penama (Pentecostés, Ambae, Maewo)
3. Sanma (Espíritu Santo, Malo)
4. Shefa (Islas Shepherd, Éfaté)
5. Tafea (Tanna, Aniwa, Futuna, Erromango, Aneityum)
6. Torba (Islas Torres, Islas Banks)

Las provincias son unidades autónomas con sus propios parlamentos locales llamados consejos provinciales elegidos democráticamente. Recaudan sus propios impuestos locales y legislan en materias de su competencia como el turismo, el presupuesto provincial o la provisión de algunos servicios básicos. Estos parlamentos están dirigidos por un presidente elegido entre los miembros de los parlamentos locales, el cual es asistido por un secretario nombrado por la Comisión de Servicios Públicos. El poder ejecutivo está compuesto de un gobierno provincial liderado por un presidente nombrado por el primer ministro a recomendación del ministro de Gobierno Local. El gobierno provincial lo forma normalmente el partido con mayor presencia en el consejo provincial y, al igual que en el gobierno nacional, está aconsejado en temas de cultura vanuatuense por un consejo de jefes. El presidente provincial es constitucionalemente un miembro del colegio electoral que elige al presidente de Vanuatu.
Las provincias están a su vez divididas en municipios, los cuales comprenden normalmente una sola isla, que están dirigidos por un consejo y un alcalde elegido por los miembros del consejo.

## Geografía

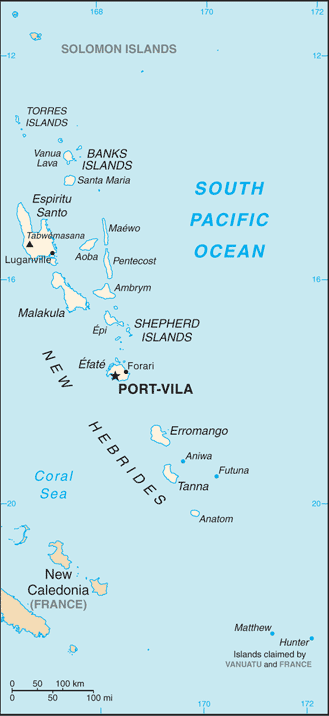
Mapa de Vanuatu.

Vanuatu está compuesto por 83 islas, de las cuales dos —Matthew y Hunter— son también reclamadas por el departamento francés de ultramar de Nueva Caledonia. Muchas de las islas son montañosas y de origen volcánico, y tienen un clima tropical o subtropical. La mayor ciudad del país es la capital Port Vila, situada en la isla de Éfaté, estando Luganville, situada en la isla de Espíritu Santo en segundo lugar. La máxima elevación del país es el Tabwemasana a 1.877 m de altura.
14 de las islas tienen un área de superficie excediendo 100 km². En orden de más grande a más pequeña son: Espíritu Santo, Malakula, Éfaté, Erromango, Ambrym, Tanna, Pentecostés, Epi, Ambae o Aoba, Vanua Lava, Gaua, Maewo, Malo, y Anatom o Aneityum. Las mayores ciudades de la nación son Port Vila, situada en Efate, y Luganville, situada en Espíritu Santo.
El área total de Vanuatu es de 12 189 km². La mayoría de las islas son inclinadas, con suelo inestable, y poca agua fresca permanente. Una estimación (2005) es que solo el 9 % de la tierra se usa para la agricultura (7 % permanente, 2 % tierra arable). La costa es principalmente rocosa, con coral, y sin plataforma continental, lo que causa que este desapareciendo rápidamente en las profundidades del océano.
Vanuatu es famosa por una ecorregión terrestre, llamado las selvas de Vanuatu. Es parte de la ecozona de Australasia, que también incluye las vecinas Nueva Caledonia y las Islas Salomón, así también Australia, Papúa Nueva Guinea y Nueva Zelanda.

### Clima

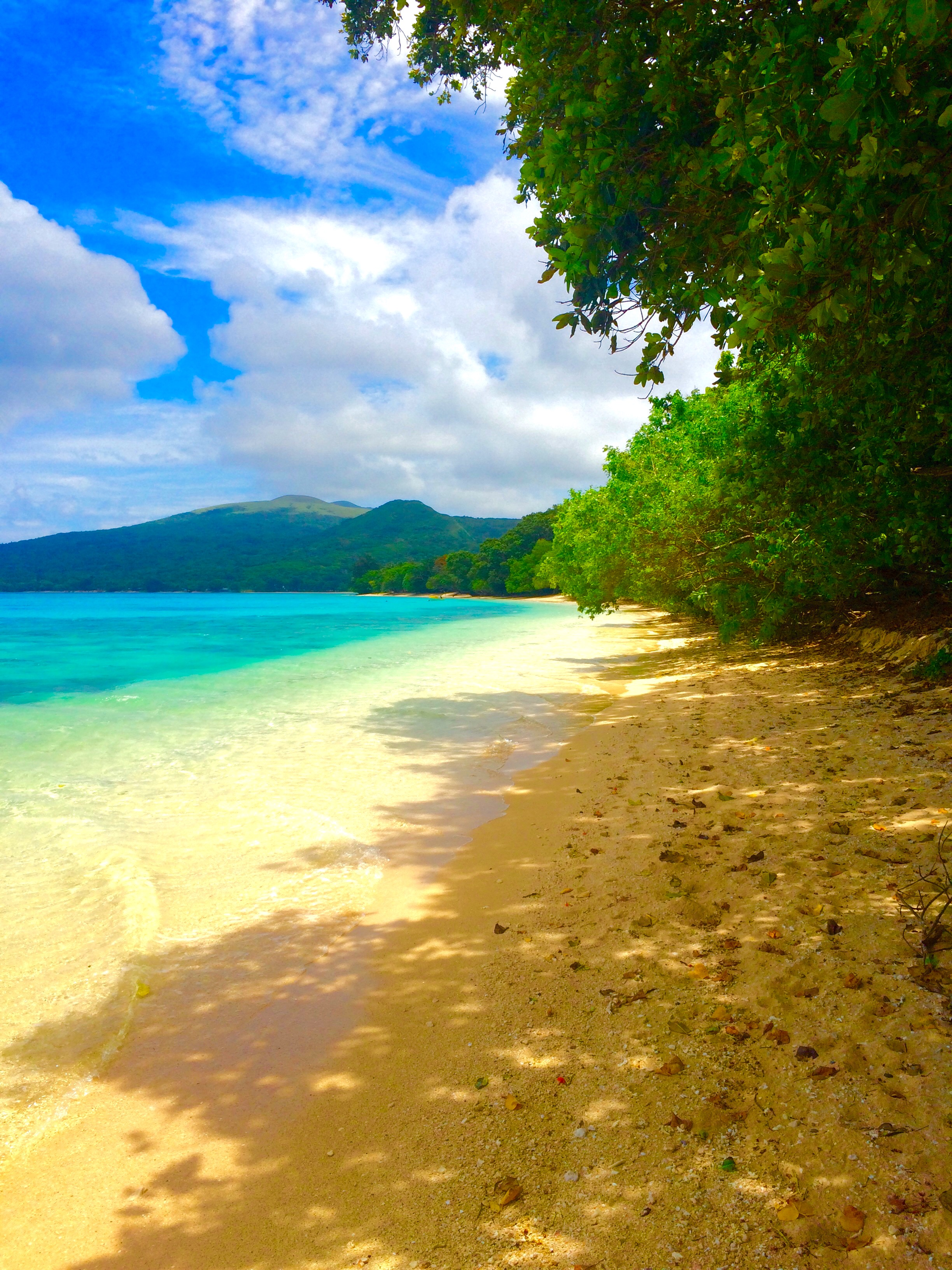
Playa de la Isla de Pele (4,3 km²), Vanuatu

El clima es tropical, con unos nueve meses de lluvias cálidas a calurosas y posibilidad de ciclones y de tres a cuatro meses de tiempo más fresco y seco, caracterizado por vientos del sureste. La temperatura del agua oscila entre 22 °C (72 °F) en invierno y 28 °C (82 °F) en verano. Frescos entre abril y septiembre, los días se vuelven más calurosos y húmedos a partir de octubre. La temperatura diaria oscila entre 20 y 32 °C (68-90 °F). De mayo a octubre soplan vientos alisios del sudeste.
Vanuatu tiene una larga temporada de lluvias, con precipitaciones significativas casi todos los meses. Los meses más lluviosos y calurosos son de diciembre a abril, que también constituye la estación de los ciclones. Los meses más secos son de junio a noviembre. Las precipitaciones alcanzan una media anual de 2.360 milímetros, pero pueden llegar a los 4.000 milímetros en las islas septentrionales. Según el WorldRiskIndex 2021, Vanuatu ocupa el primer lugar entre los países con mayor riesgo de catástrofes del mundo.
En 2023, los gobiernos de Vanuatu y de otras islas vulnerables al cambio climático (Fiyi, Niue, Islas Salomón, Tonga y Tuvalu) lanzaron el "Llamamiento de Port Vila para una transición justa hacia un Pacífico sin combustibles fósiles", en el que pedían la eliminación progresiva de los combustibles fósiles y la "transición rápida y justa" a las energías renovables y el refuerzo de la legislación medioambiental, incluida la introducción del delito de ecocidio.
La Segunda Comunicación Nacional de Vanuatu a una comisión de expertos sugiere que las temperaturas han aumentado en la región en torno a 0,1 °C por década desde los años setenta. Sin embargo, el Berkeley Earth Dataset sugiere un panorama algo más complejo. Hasta la década de 1990 se produjo un calentamiento limitado en la región, pero a partir de 1995 ese calentamiento se aceleró, y las temperaturas entre 2014 y 2018 se situaron de media en torno a 0,5 °C-0,6 °C por encima de la media a largo plazo.

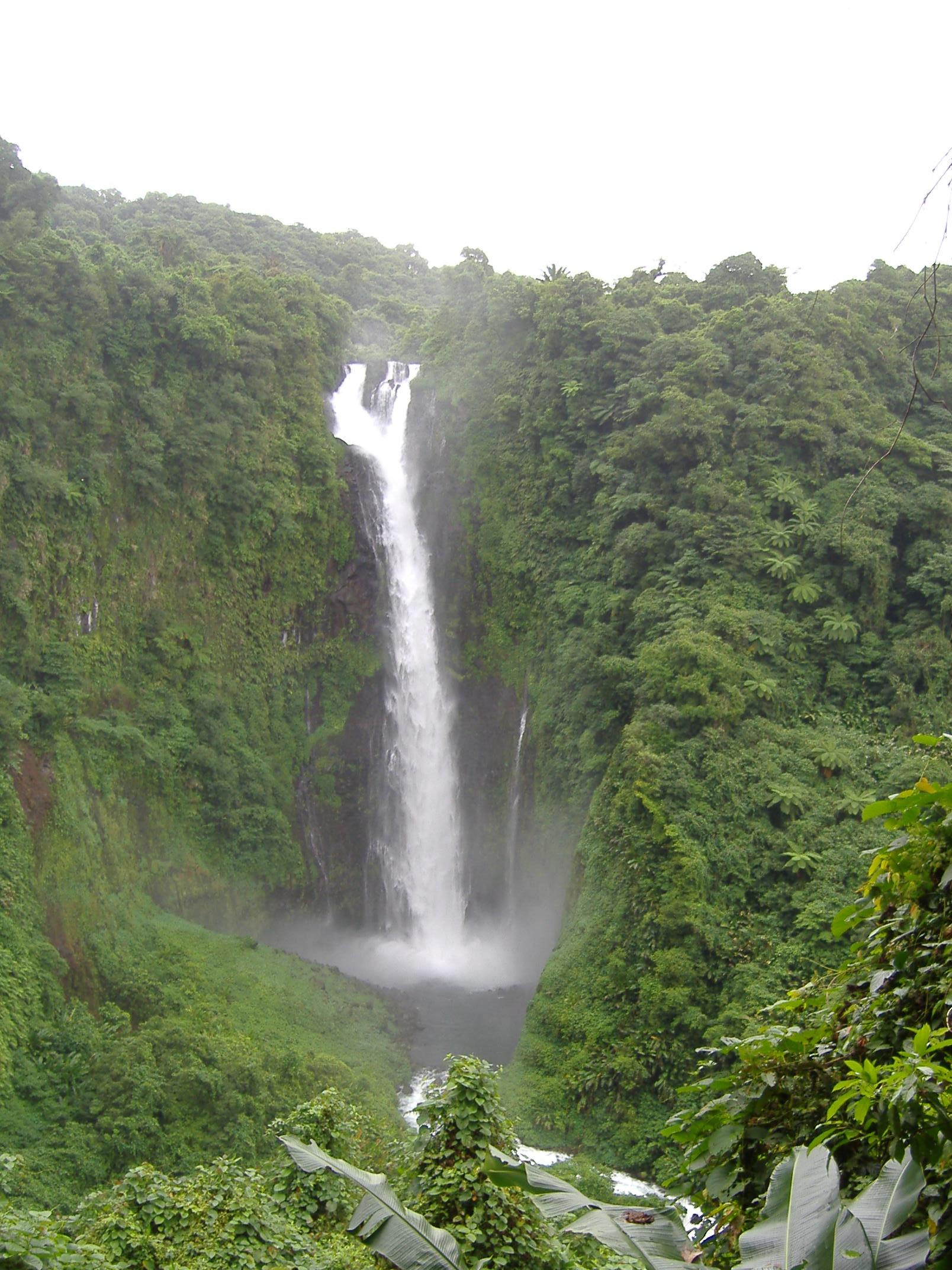
Cataratas Siri en Gaua (isla de 330 km² antes llamada Santa Maria), Vanuatu

Un estudio ha señalado una importante variabilidad pluviométrica natural multidecenal en la Zona de Convergencia del Pacífico Sur (en la que se encuentra Vanuatu).Observando registros de más de 400 años, muestra que pueden producirse cambios bruscos de ∼1.800 milímetros (mm) entre estaciones húmedas. Sin embargo, no se han documentado cambios en los patrones de precipitaciones significativamente fuera del rango de variación interanual normal y vinculados a cambios climáticos inducidos por el hombre.
En marzo de 2015, el ciclón Pam azotó gran parte de Vanuatu como ciclón tropical de categoría 5, causando muertes y grandes daños en todas las islas. El 17 de marzo de 2015, las Naciones Unidas declararon que el número oficial de muertos era de 11 (seis de Efate y cinco de Tanna), y se informó de 30 heridos; se esperaba que estas cifras aumentaran a medida que las islas más remotas informaran de los daños. El ministro de Tierras de Vanuatu, Ralph Regenvanu, declaró: "Este es el peor desastre que ha afectado a Vanuatu en toda su historia, que sepamos."
En abril de 2020, el ciclón Harold atravesó la ciudad de Luganville, en Espíritu Santo, causando grandes daños materiales allí y en al menos cuatro islas.

### Geología
El archipiélago de Vanuatu, de origen totalmente volcánico, es relativamente joven, geológicamente hablando: las islas más antiguas son Espíritu Santo y Malekula (centro-oeste), que aparecieron hace entre 14 y 22 millones de años (aunque algunas fuentes sitúan la edad en 153 millones de años); luego están las islas centro-orientales de Maewo y Pentecostés (hace entre 4 y 11 millones de años), y el resto del archipiélago (incluida Efaté) surgió hace menos de 3 millones de años.

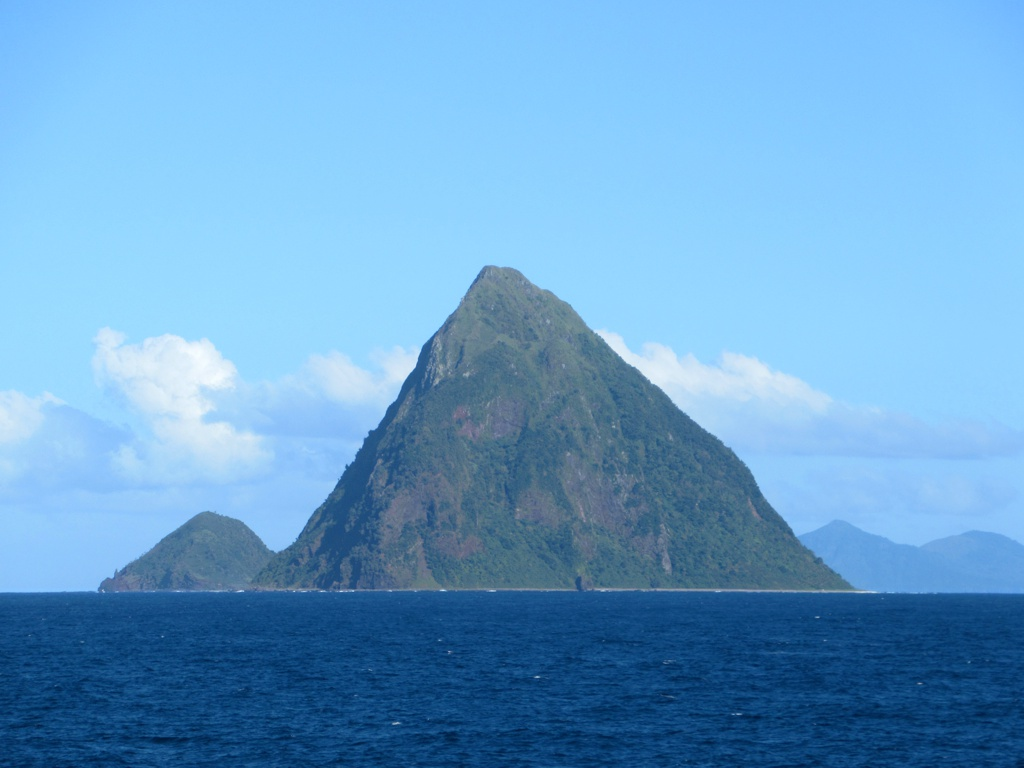
La Isla de Mataso es conocida por su particular forma

Estas islas volcánicas, situadas en la zona intertropical, favorecen el desarrollo de arrecifes de coral: una vez estabilizadas las costas volcánicas, se ven rodeadas progresivamente por un cinturón de coral, que crece hasta formar platiers, que pueden colapsarse para formar lagunas.Este fenómeno, unido al vulcanismo activo, crea en algunos lugares un verdadero milhojas geológico de piedra caliza (coral) y estratos volcánicos.
Vanuatu está situado en la dorsal occidental de la placa del Pacífico, bajo la cual se hunde la placa australiana: como consecuencia de este fenómeno de subducción, el archipiélago se eleva progresivamente.Esta elevación se produce a veces bruscamente durante los seísmos, que pueden elevar islas enteras y sus arrecifes varios metros en un instante, creando paisajes escalonados formados por mesetas sucesivas (las antiguas llanuras arrecifales) unidas por costas abruptas (los antiguos descensos de los arrecifes de coral). El último acontecimiento de este tipo tuvo lugar en diciembre de 2018, cuando la caldera volcánica de Ambrym se vació repentinamente, elevando la costa este de la isla más de dos metros, y levantando súbitamente el arrecife de coral fuera del agua.Esto explica por qué muchas islas tienen restos de arrecifes de coral hasta la cima de las montañas.

### Flora y fauna

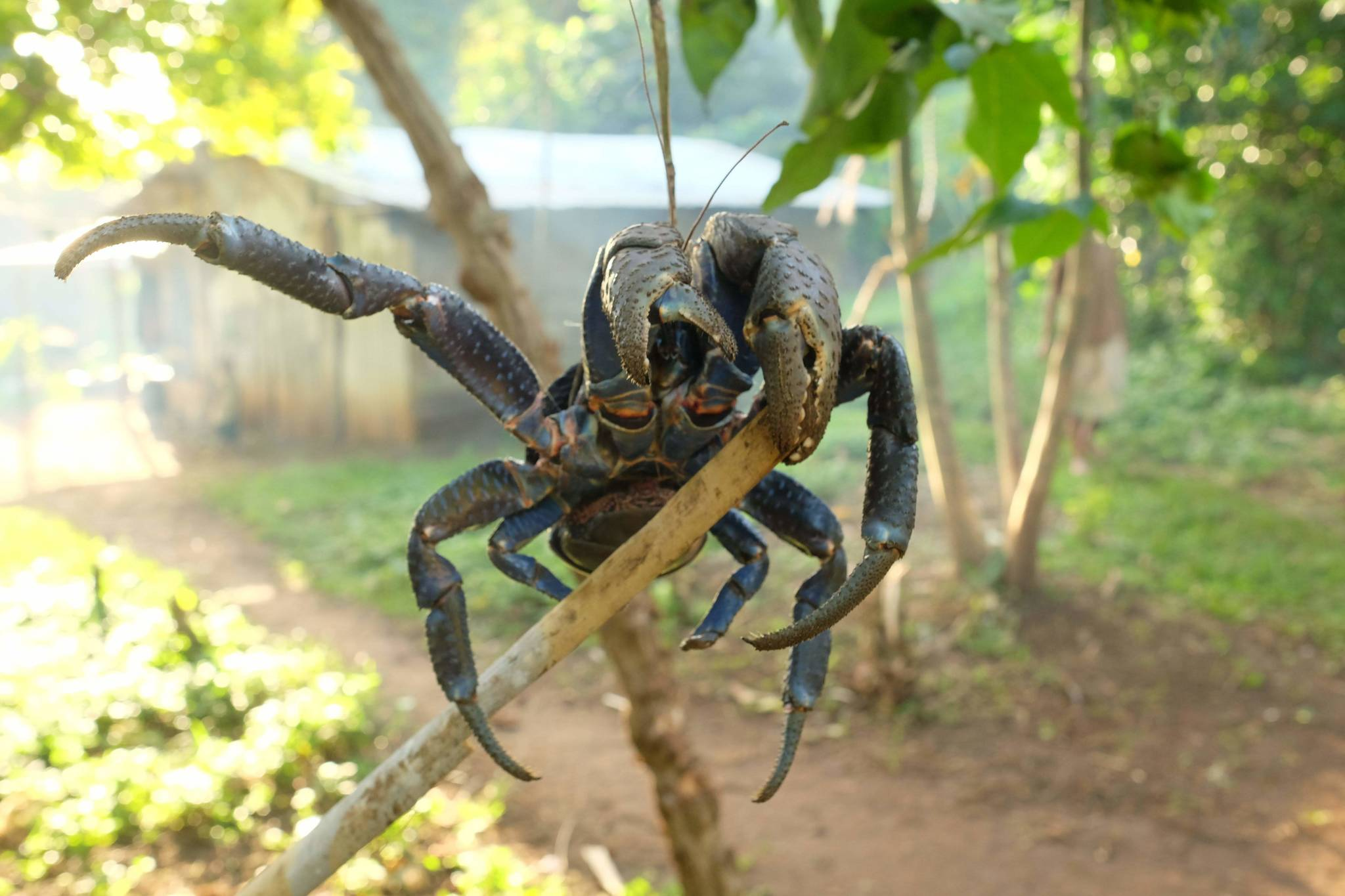
Un cangrejo de los cocoteros (Birgus latro) en Vanuatu

El país fue objeto de una importante expedición científica organizada por el equipo del profesor Philippe Bouchet, del Muséum National d'Histoire Naturelle, denominada Santo 2006 (parte del programa "La planète revisitée"), destinada en particular a explorar el dosel de la isla de Spiritu Santo. Esta expedición inventarió una gran parte de la fauna y flora terrestre y acuática de la isla, incluida la descripción de una nueva especie de geco (Lepidodactylus buleli). Las otras islas son mucho menos conocidas, y probablemente albergan otras especies endémicas debido a su antigua lejanía.
La flora de Vanuatu prolifera en un clima tropical húmedo, que permite notablemente la presencia de numerosas epífitas como las orquídeas.
La misión Santo 2006 contabilizó unas 650 especies vegetales (angiospermas, gimnospermas, helechos, musgos, etc.) sólo en esta isla, pertenecientes a 366 géneros diferentes divididos en 140 familias. Una veintena de estas especies eran nuevas para la ciencia, y probablemente endémicas30. Siendo Santo la isla más grande del país, la biodiversidad floral de las demás islas debe ser proporcionalmente algo menor.

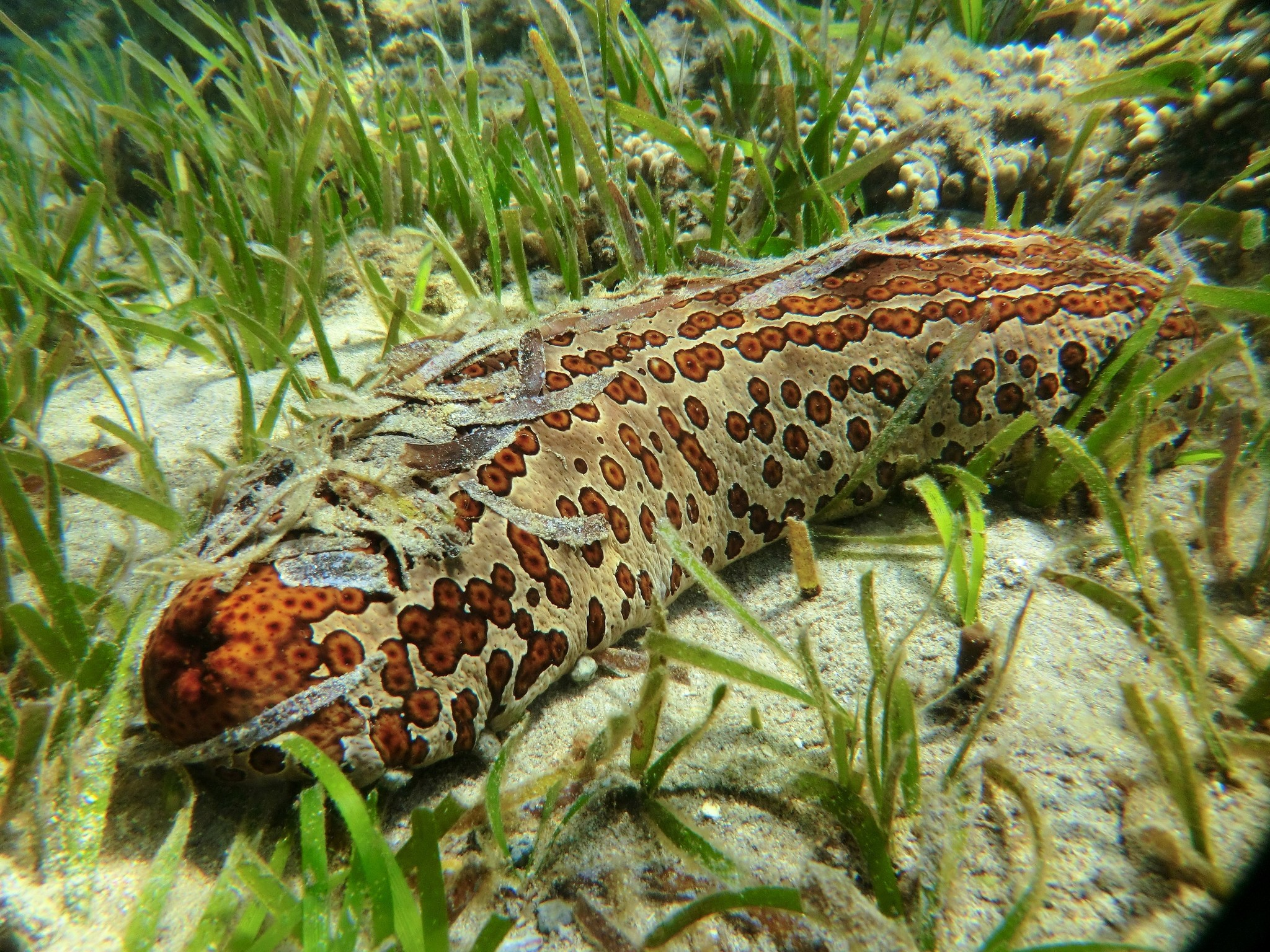
El pepino de mar leopardo (Bohadschia argus) es una criatura marina que es muy valorada en algunas culturas por sus beneficios para la salud

Se identificaron cinco tipos principales de ensamblaje: bosque húmedo de tierras bajas, bosque nuboso, matorral/pastizal/bosque estacional, vegetación pionera, especialmente en nuevas superficies volcánicas, vegetación costera y manglares, y vegetación leñosa secundaria y cultivada.
El Bosque Nuboso una vegetación exuberante se encuentra a altitudes de entre 500 y 1000 metros, está formada por géneros típicamente montañosos como Metrideros, Syzygium, Weinmannia, Geissois, Quintinia y Ascarina, así como por individuos aislados de Agathis y Podocarpus. Se encuentra sobre todo en las laderas orientales del pico Santo y del monte Tabwemasana. La nubosidad es omnipresente prácticamente todo el año en altitudes superiores a 500 metros, excepto a veces durante las primeras horas de la mañana. La combinación de máxima humedad, fuerte luminosidad y calor se traduce en una biodiversidad y una biomasa extremas, que hacen de estos hábitats verdaderos oasis de vida. En las ramas de los árboles se pueden encontrar numerosas epífitas como orquídeas Dendrobium, Astelia y Freycinitia, mientras que abundan los helechos arborescentes, especialmente Cyathea y Dicksonia. Por último, una especie de palmera Clinostigma sólo se encuentra en el bosque nuboso de Erromango, Anatom y Ambrym.

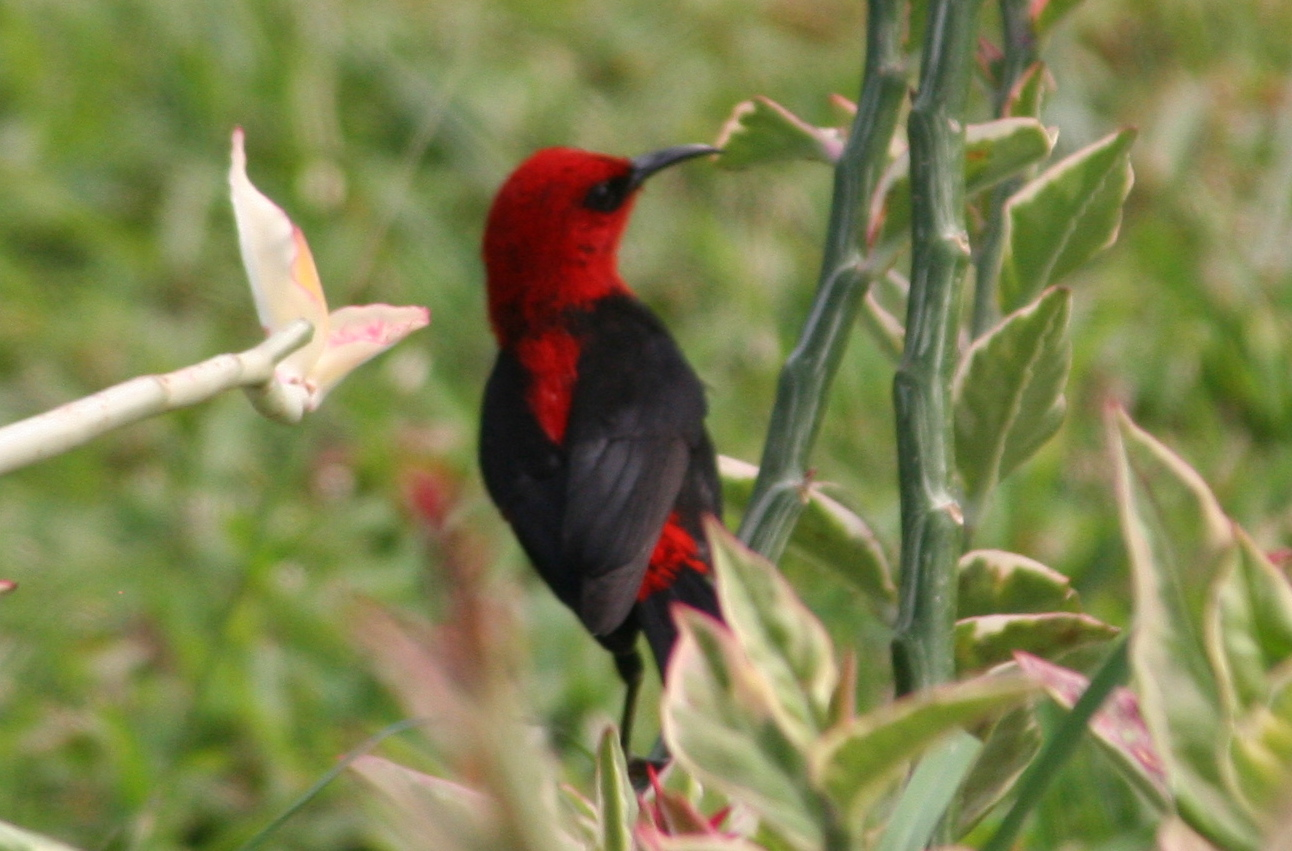
Un mielero cardenal (Myzomela cardinalis) en Vanuatu

La fauna marina fue estudiada principalmente por la misión "Santo 2006" dirigida por el Muséum National d'Histoire Naturelle de París, así como por una serie de estudios más ad hoc vinculados al Ministerio de Pesca. Hay al menos 917 especies de peces (pargos, lochas, atunes, marlines, peces espada, barracudas, sargos, lampugas, tiburones, rayas, etc.) (incluidos más de 30 peces de aguas profundas), así como 295 especies de coral, y un gran número de moluscos (572 especies, entre ellas 402 gasterópodos y 167 bivalvos), crustáceos (más de 1000 especies, incluidas langostas, bogavantes, gambas, cangrejos de coco y de manglar. .), gusanos marinos y equinodermos (por ejemplo, al menos 36 especies de pepino de mar, varias de ellas raras o protegidas).
Además de los peces, hay varias especies de vertebrados marinos de gran valor para la conservación: varias especies de tortugas marinas (carey, verde, laúd y cabezona), el dugongo y el cocodrilo de estuario (en Vanua Lava).
Los conos (un molusco llamado caracol cono) y el pez piedra (Synanceia) son ejemplos de animales marinos venenosos peligrosos para el ser humano, pero no agresivos.

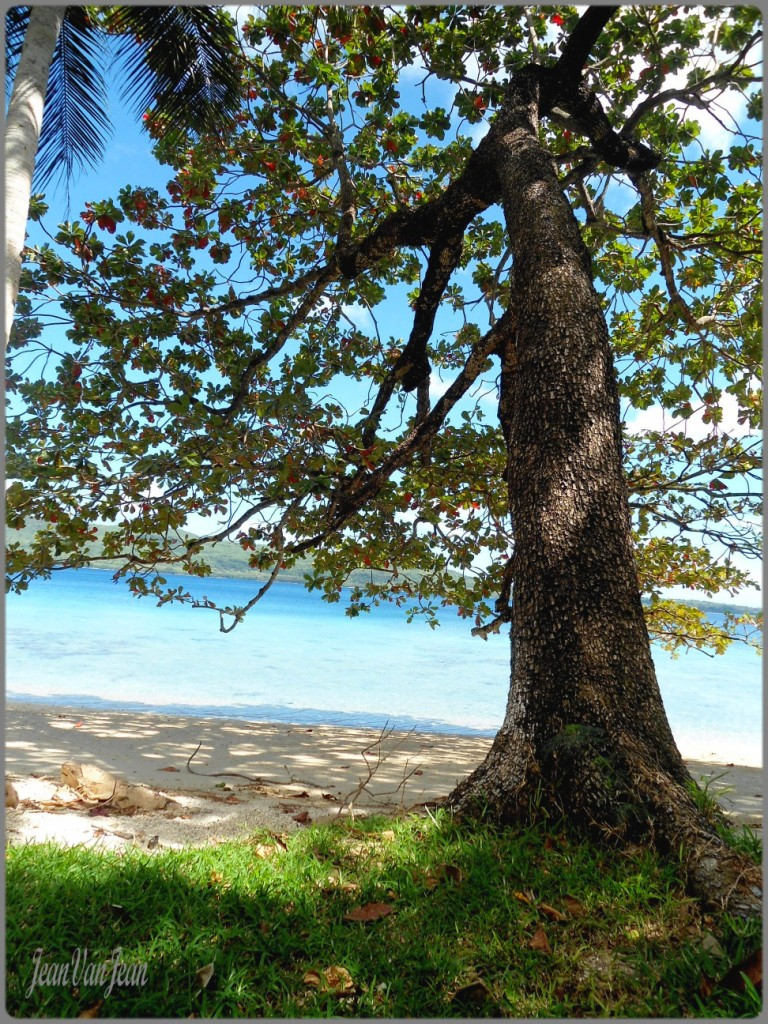
Árboles típicos de la Bahía de Havannah

La fauna acuática de agua dulce sigue estando poco estudiada: en el informe de la expedición Santo 2006 se mencionan 47 especies de peces y 29 especies de crustáceos.
Los únicos mamíferos terrestres autóctonos son las 12 especies de murciélagos frugívoros, 4 de los cuales son frugívoros (Pteropus fundattus, Pteropus tonganus, Pteropus anetianus, Notopteris macdonaldi). El murciélago blanco (Pteropus anetianus) es endémico. Este murciélago es muy importante para los bosques tropicales porque poliniza y propaga las distintas especies de árboles. Se alimentan de néctar, polen y frutos.
Todos los demás mamíferos han sido importados por el hombre: perros, cerdos, ratas, ratones, cabras, ganado vacuno, caballos y gatos25. Se cree que la pequeña especie de rata polinesia es endémica, pero las ratas comunes se introdujeron con los europeos.
Entre los reptiles, hay 19 especies de lagartos, incluidos 13 eslizones (3 de los cuales son endémicos) y 7 salamanquesas. Entre los reptiles endémicos destaca la serpiente de maceta, que sólo se encuentra en Vanuatu. Una especie de iguana (Brachylophus fasciatus) fue introducida desde Fiyi en la década de 1960, al igual que dos especies de serpientes, la boa del Pacífico y la serpiente ciega, ambas inofensivas.
Los invertebrados son mucho más numerosos, con 2.179 especies de insectos registradas en 1999, entre ellas 55 saltamontes, 10 termitas, 366 abejas y avispas, 304 escarabajos y 364 mariposas. Las especies de hormigas de algunas islas de Vanuatu fueron catalogadas por E.O. Wilson. Sólo en esta isla, la misión Santo 2006 registró 150 especies de arañas.

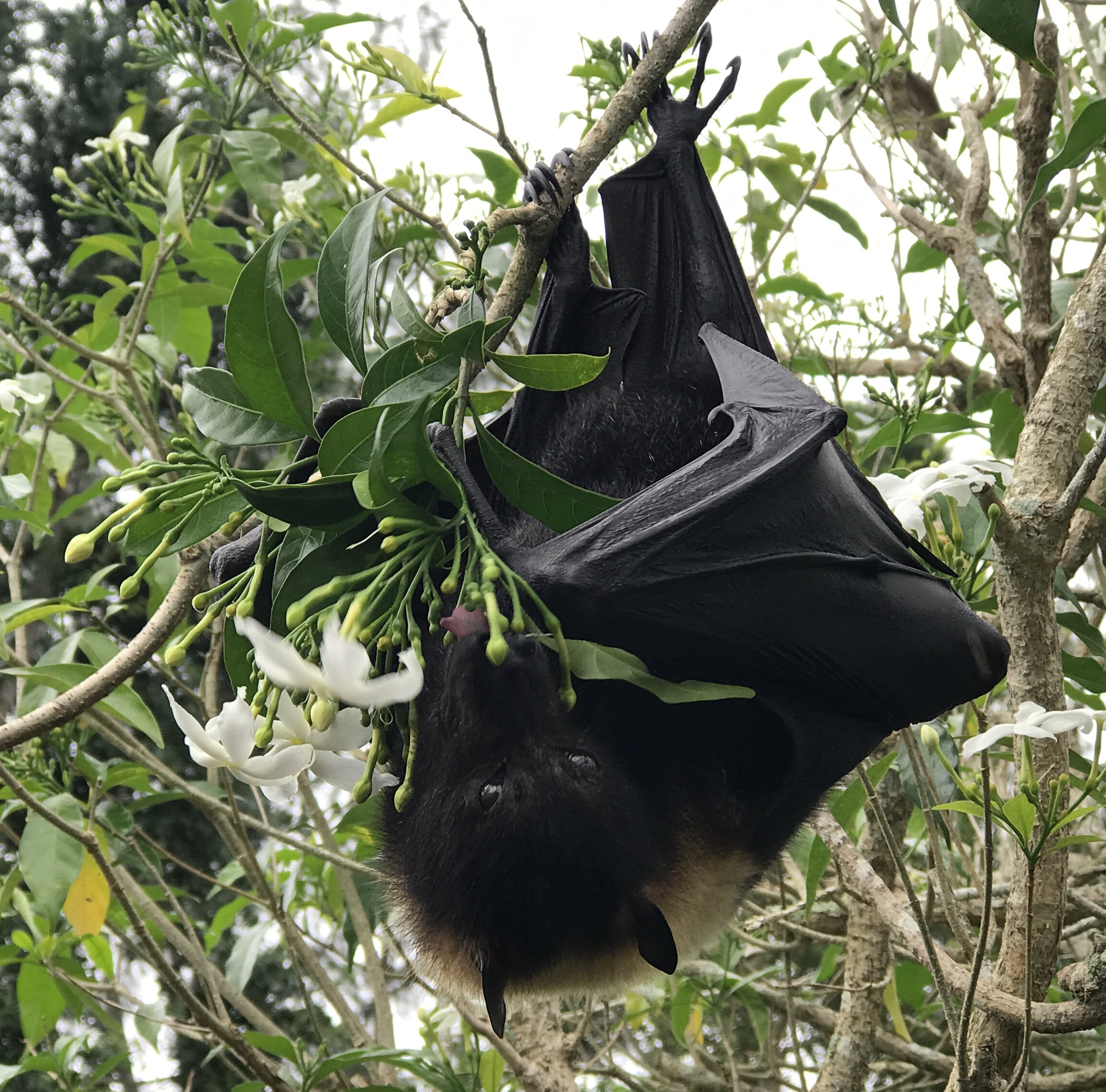
Un murciélago Pteropus anetianus comúnmente conocido como zorro volador de Vanuatu

Según el inventario actual, la avifauna (todas las aves) de Vanuatu comprende 178 especies, incluyendo especies marinas, costeras y continentales, 48 de las cuales se encuentran sólo en Santo. 11 son endémicas y no se encuentran en ningún otro lugar del mundo (gaviota, carpófago gigante (nautou), lorikeet, meliphagus, etc). 10 son introducidas (gallo silvestre, gallo dorado, mirlo de las Molucas, gorrión, bengalí, donacole). Hay algunas rapaces, como el halcón peregrino (Falco peregrinus), pero también hay otras aves en el archipiélago, como los periquitos, el lorito cabeciazul (Trichoglossus haematodus) y el lorito palmero (Charmosyna palmarum).

## Riesgos naturales
Vanuatu está especialmente expuesto a riesgos naturales, al estar situado en un importante arco volcánico (que provoca erupciones, terremotos y, potencialmente, tsunamis), y en una importante zona ciclónica. Por todo ello, el Índice Mundial de Riesgos (de la Universidad de las Naciones Unidas para el Medio Ambiente y la Seguridad Humana) lo considera el país más expuesto del mundo a los riesgos naturales. Sin embargo, algunos de estos riesgos son previsibles (erupciones, ciclones) y la población está acostumbrada y preparada para ellos; asimismo, el parque de edificios es bajo, lo que limita el riesgo de terremotos.

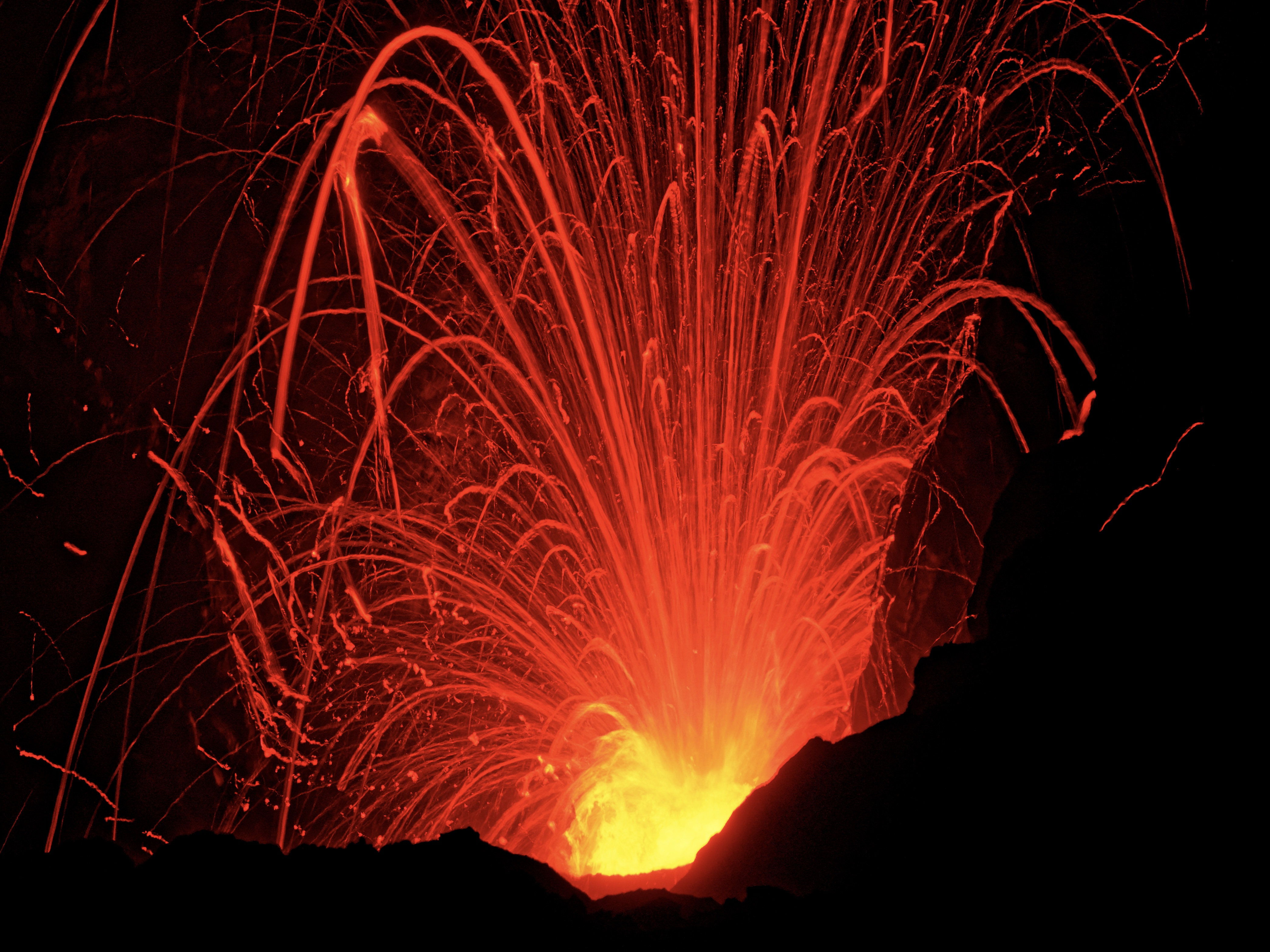
Erupción en el monte Yasur

### Vulcanismo y terremotos
El país se encuentra al sureste del Cinturón de Fuego. Algunas islas volcánicas siguen activas, como las islas de Tanna con el volcán Yasur, Ambrym con los volcanes Marum y Benbow, Gaua con el monte Garet, o Lombenben o Aoba (Ambae) y Lopevi con los volcanes homónimos. Otros volcanes están inactivos, como el Karua, un volcán submarino situado en la caldera de Kuwae, entre las islas de Epi y Tongoa. Esta caldera, ahora sumergida, se formó durante una erupción cataclísmica en 1452 que alteró profundamente la morfología de las islas.
Entre 1975 y 2005, se registraron 11.000 seísmos de fuerza 5 a 8. En noviembre de 1999, un gran terremoto seguido de un tsunami devastó la isla de Pentecostés, dejando a miles de personas sin hogar. En enero de 2002, otro fuerte sismo, también seguido de un tsunami, dañó la capital, Port-Vila, y sus alrededores. Otros dos seísmos se sintieron el 8 de agosto de 2006 y el 1 de agosto de 2007, pero no causaron daños importantes ni un tsunami porque fueron demasiado profundos. En 2007, el sismo desplazó el puente de Luganville, en la isla de Espíritu Santo.

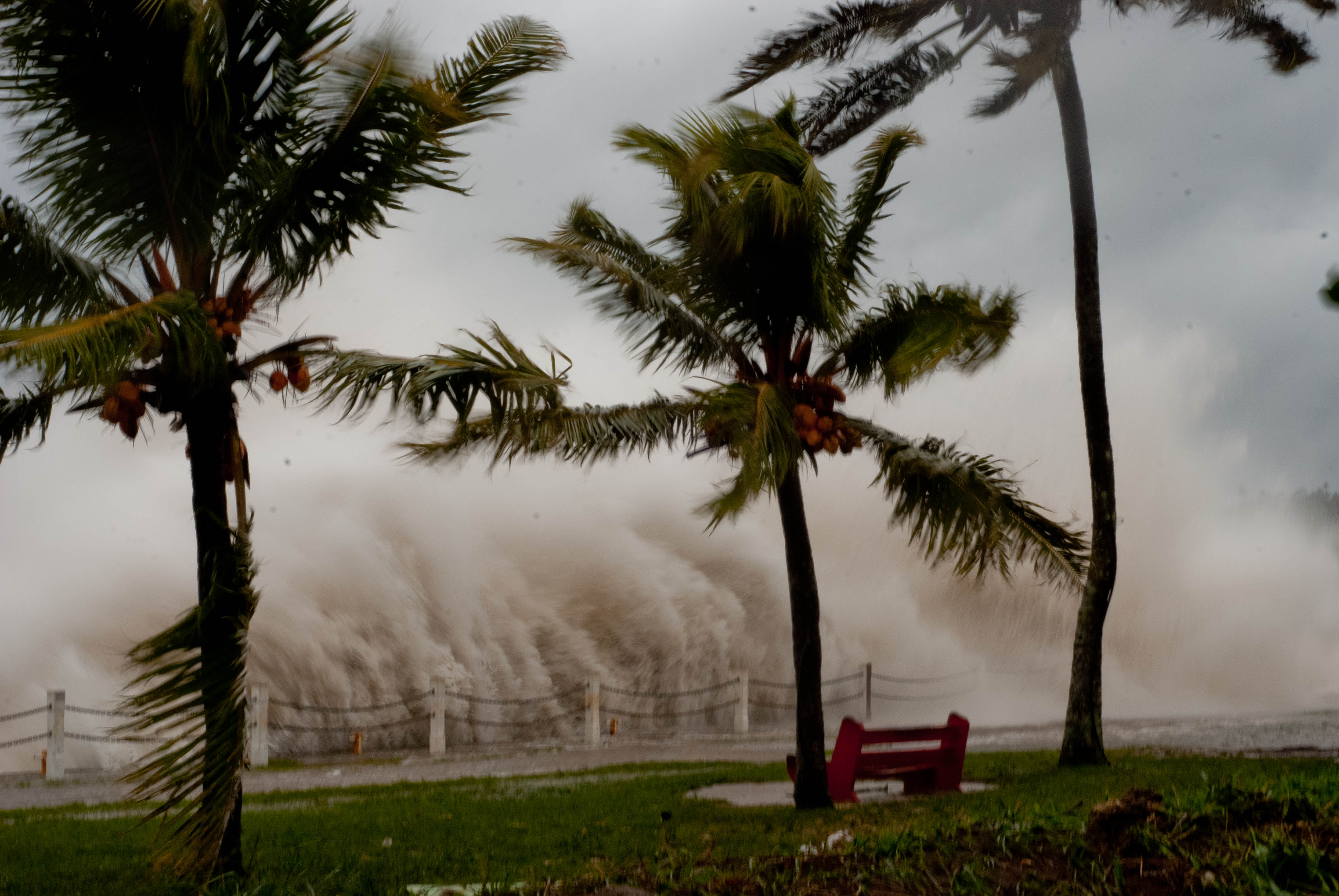
El Ciclón Vania a su paso por Vanuatu

### Tsunamis
El primer tsunami registrado, obra de misioneros anglicanos en 1875, afectó principalmente a Anatom y Erromango. En 130 años, unos quince tsunamis han azotado el archipiélago.
Desde 1875, algunas islas, como Anatom y Erromango, se han visto afectadas por tsunamis causados por terremotos submarinos, erupciones volcánicas o corrimientos de tierra a gran escala. La capital, Port-Vila, no es inmune a los tsunamis, como demostró el de enero de 2002.

### Ciclones
Desde 1940, el archipiélago sufre un ciclón cada dos años por término medio, aunque algunos años son tranquilos. La temporada de ciclones suele durar del 1 de noviembre al 30 de abril del año siguiente, durante el verano austral. Vanuatu ha sido azotado por ciclones cuya intensidad alcanza o supera los 920 hPa, la mayoría de los cuales se han producido durante las estaciones de El Niño. En 1972, cinco ciclones consecutivos azotaron el país (Carlotta, Wendy, Yolanda, Gail, Diana) sin causar daños importantes. Los ciclones recientes más notables son: en 1987 el ciclón Uma, en 1997 Susan, en 2002 Zoe, en 2003 Ului y en marzo de 2015 Pam, el más violento jamás registrado, que causó grandes daños, arrasó casi por completo la capital y causó la muerte de 16 personas.

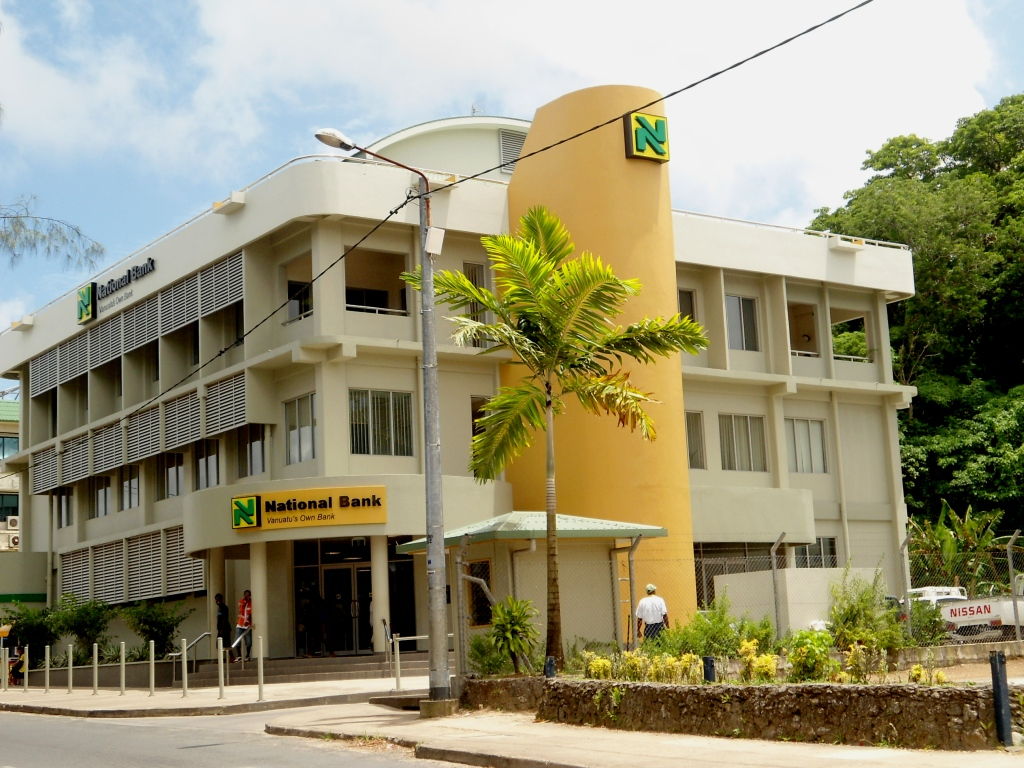
Banco nacional de Vanuatu

## Economía
La economía está basada principalmente en la agricultura de subsistencia o a pequeña escala, que provee al 65 % de la población. La pesca, servicios financieros de banca extranjera, el registro de naves de marina mercante, la venta de licencias internacionales de pesca (Vanuatu es miembro de varios comités regionales de pesca) y el turismo (con 50.000 visitantes en 1997), las licencias bancarias off-shore y la formación de compañías internacionales son otras fuentes de economía, así como emisión de sellos postales, principalmente destinado al coleccionismo internacional. En Puerto Vila se encuentra el Banco de la Reserva y el Registro de la Propiedad. No se han descubierto minerales valiosos en Vanuatu, ni depósitos de petróleo. Un pequeño sector industrial abastece al mercado local. Los impuestos proceden principalmente de las importaciones de productos y del IVA (VAT), puesto que Vanuatu no aplica un impuesto sobre la renta, siendo considerado uno de tantos paraísos fiscales.
El desarrollo económico depende relativamente de las exportaciones, la vulnerablidad a los desastres naturales y las largas distancias entre los principales mercados y las islas. Un gran terremoto en noviembre de 1999, seguido por un tsunami, causó muchos daños en la isla norteña de Pentecostés, dejando a miles de personas sin hogar. Otro poderoso terremoto en enero de 2002 causó daños a la capital Port Vila, y áreas adyacentes, seguido por un tsunami.
El PNB creció a menos del 3 % en los años 1990. En vista de esto el gobierno prometió suavizar las regulaciones en su centro financiero de banca extranjera. Australia y Nueva Zelanda son los principales suplidores de la ayuda externa de Vanuatu.
La unidad monetaria de Vanuatu es el Vatu. En el año 2000 137,64 vatus equivalían a 1 dólar estadounidense. En el año 2007 (marzo) 107 vatus equivalían a 1 dólar estadounidense.

### Agricultura

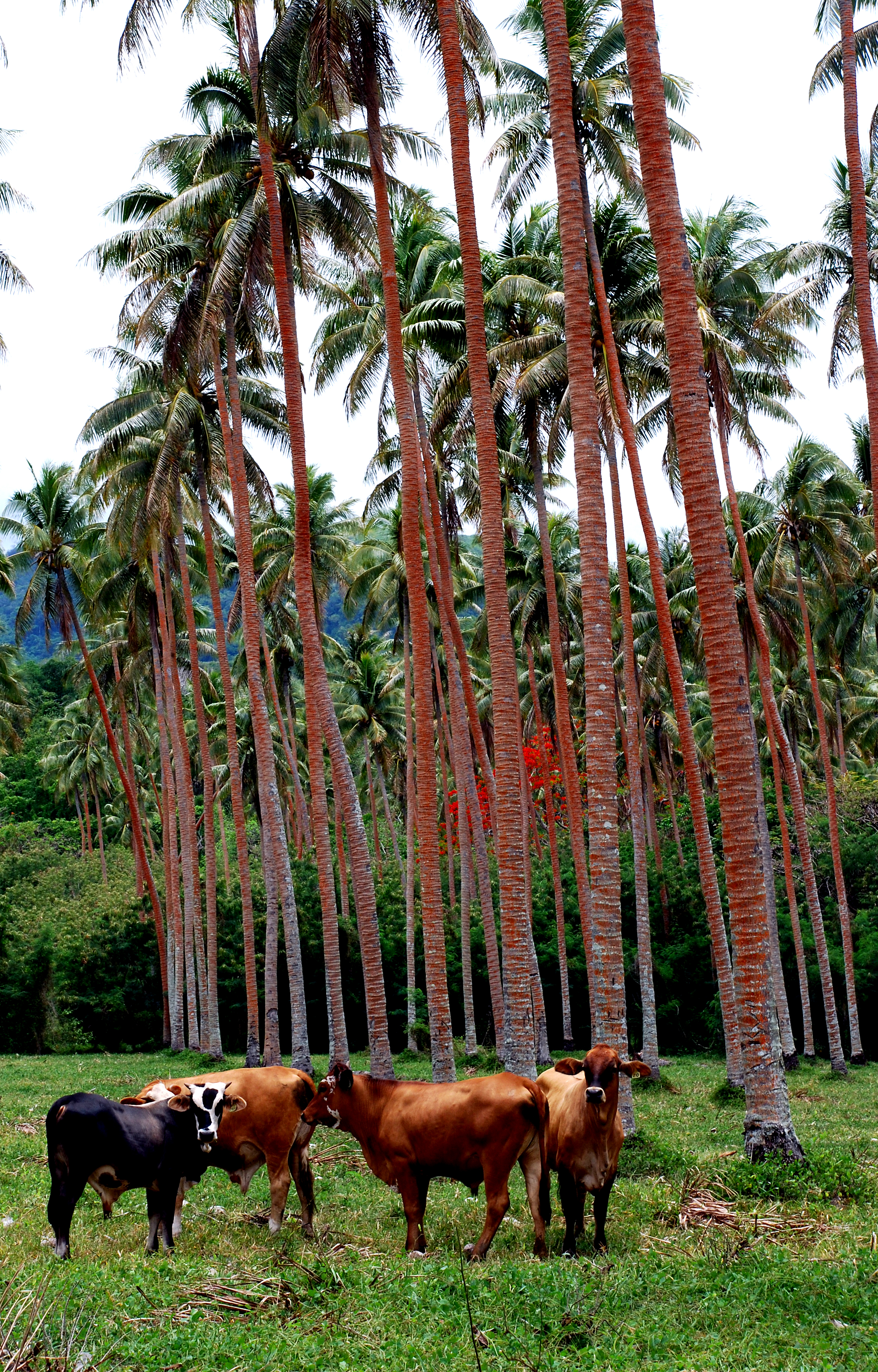
Ganado en la isla de Éfaté.

Para el 65% de la población que vive en las zonas rurales del archipiélago, la economía se basa principalmente en la agricultura y la pesca de subsistencia en pequeñas aldeas. Los principales cultivos domésticos básicos son el taro, el ñame, la kava (principal cultivo comercial del país), el plátano, el árbol del pan, la caña de azúcar, el naviso (Saccharum edule), el vellier (Barringtonia edulis), el nangaillier (Canarium indicum), el repollo isleño (Abelmochus manihot) y el sagú (Metroxylon sagu).
Vanuatu también exporta productos de calidad, como vainilla (panifolia), pimienta (blanca o negra), café (de Tanna) y kava. Muchos agricultores han abandonado los cultivos alimentarios y recurren a los ingresos del cultivo de kava, que se exporta para consumo recreativo y la industria farmacéutica86. El cacao es otro cultivo de exportación. La ganadería proporciona un producto cárnico de renombre. Todas las familias rurales crían cerdos y aves de corral si es posible.
En 2007, el valor (en millones de vatu, la moneda oficial de Vanuatu) de los productos agrícolas se estimó en varios sectores y productos: kava (341 millones de vatu), copra (195 millones de vatu), ganado (135 millones de vatu), cultivos vegetales (93 millones de vatu), cacao (59 millones de vatu), silvicultura (56 millones de vatu), pesca (24 millones de vatu) y café (12 millones de vatu).

### Fiscalidad
En Vanuatu no hay impuestos sobre la renta, retenciones en origen, ganancias de capital, sucesiones ni controles de cambio. Existe una forma de impuesto sobre el valor añadido, y los ingresos fiscales proceden principalmente de los derechos de aduana.
Vanuatu es considerada por varios fuentes por tanto, un paraíso fiscal y no facilita a otros gobiernos ni a las fuerzas del orden información sobre cuentas financieras. Banque Populaire, a través de su filial BRED, tiene una sucursal en Vanuatu que está regulada por Vanuatu. En respuesta a las preocupaciones del extranjero, el gobierno ha prometido mejorar la regulación de su centro financiero extraterritorial. Vanuatu es también un pabellón de conveniencia, por lo que sus buques figuran en la lista de objetivos de los guardacostas estadounidenses.

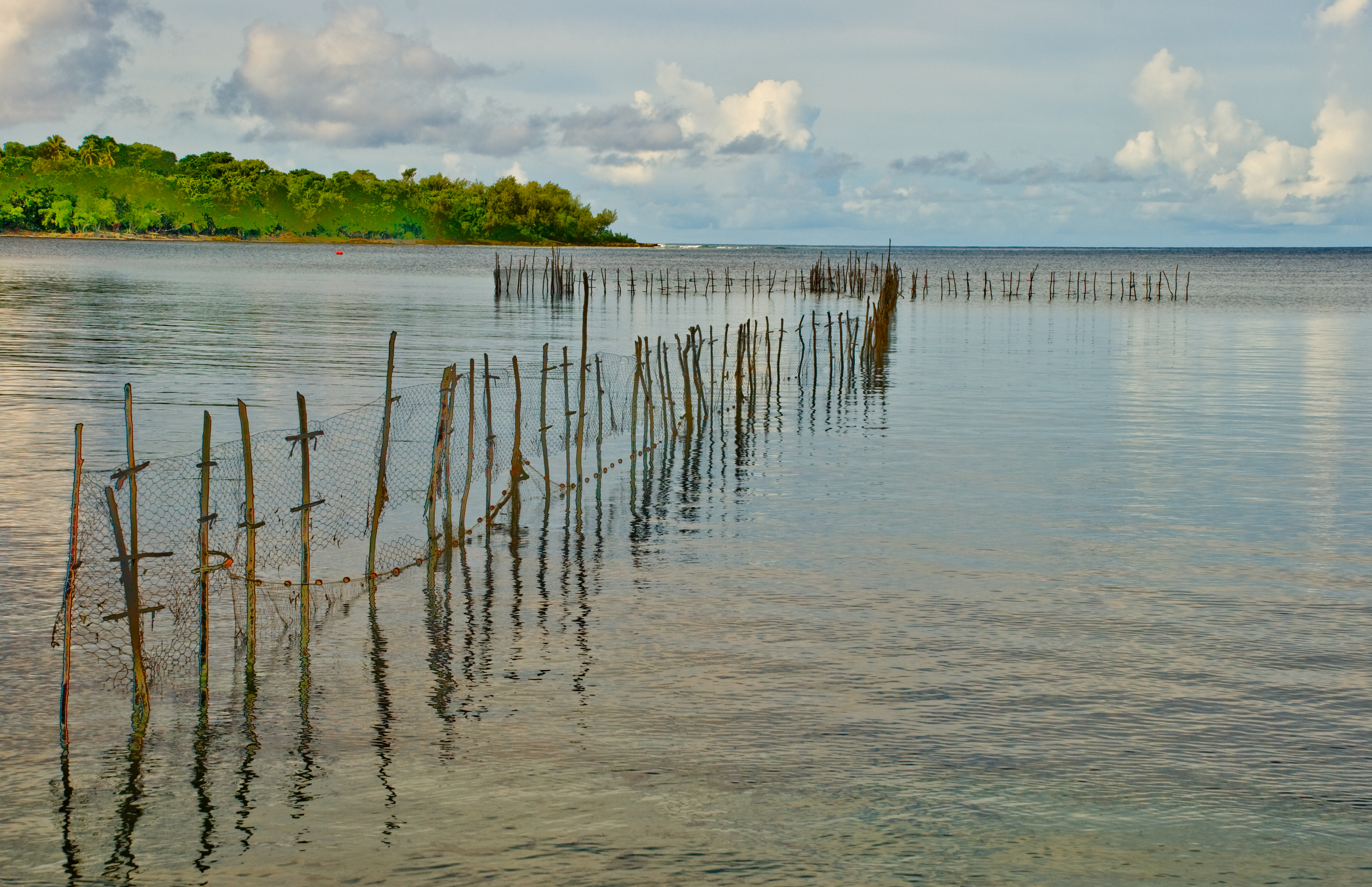
Trampa para peces en Pango, Vanuatu

### Pesca
En los primeros años de la independencia, el gobierno de Walter Lini mostró una firme determinación por desarrollar la explotación de los recursos pesqueros de Vanuatu, con el fin de reforzar la seguridad alimentaria del país y reducir así su dependencia económica del exterior. Además, la pesca brindaba la oportunidad de diversificar la economía de las islas desarrollando una nueva área económica basada en las prácticas pesqueras tradicionales combinadas con la pesca moderna. Al final, esta revolución azul fue un fiasco, y las acciones y actividades del SPFC se paralizaron en Santo. En cuanto al desarrollo de la pesca artesanal, fue víctima de su éxito inicial: "demasiados grupos de pesca no rentables por falta de una asistencia técnica sólida ".
En el pasado, la pesca de altura exportaba sobre todo atún (rabil, patudo y atún blanco), seguido del bonito. La pesca alimentaria sólo comercializa la mitad de su producción. Según cifras de la Oficina de Estadística de Vanuatu, en 2006 el 77% de los hogares participaban en el sector pesquero en sentido amplio, incluida la preparación y reventa de pescado y productos del mar, que son una fuente importante de proteínas animales.
La pesca comercial en Vanuatu la llevan a cabo tanto embarcaciones locales de pesca de altura como 

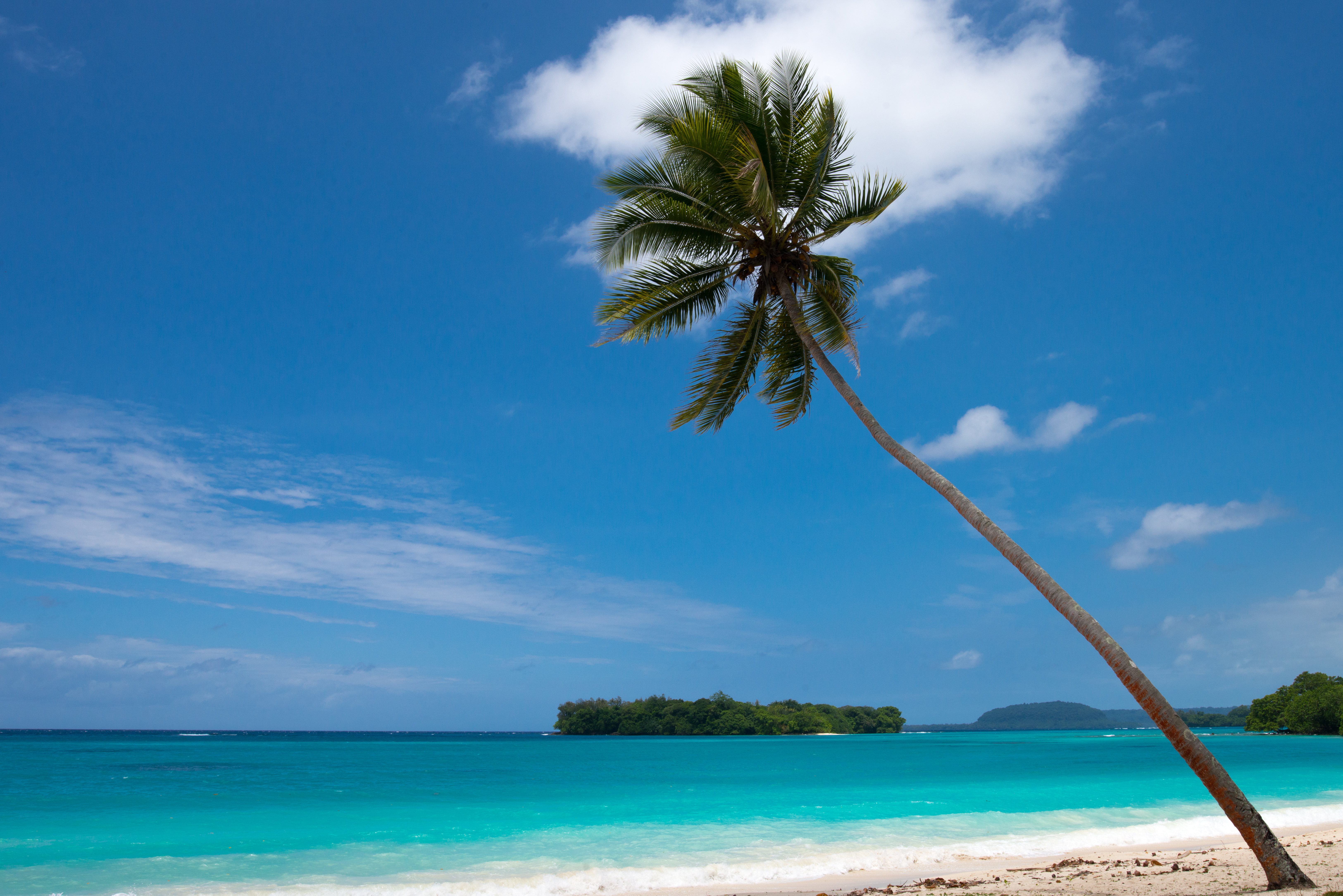
Las aguas de la isla de Éfaté son ricas en diversas especies de peces

embarcaciones de pesca deportiva fletadas para la pesca con caña de altura y la pesca de arrastre de especies pelágicas. Los principales caladeros comerciales de subsistencia y de bajura son las islas de Port Vila, Luganville, Santo y Mallicolo. Port Vila es el puerto comercial más importante, con la mayor parte del comercio internacional y las exportaciones de pescado. La pesca en Vanuatu está gestionada por el Ministerio de Pesca en virtud de la Ley de Pesca n.º 2 de 1989 desde 1983, y Vanuatu participa en el Programa de Pesca Artesanal y de Subsistencia en colaboración con el Departamento de Pesca y el IRD.
La acuicultura también es importante, ya que Vanuatu cuenta con numerosas piscifactorías. Con las reservas salvajes de almejas gigantes agotadas, el país ha estado buscando inversores para la cría de esta especie. El gobierno está dispuesto a ofrecer exenciones fiscales a los inversores extranjeros en este sector, así como en la cría de gambas. Las gambas, así como los peces de leche, las ostras y los salmonetes, son otras posibilidades para la piscicultura.
El Departamento de Aduanas es responsable de las embarcaciones pesqueras y deportivas que operan en Vanuatu. La pesca deportiva en el país ha experimentado una gran inversión en los últimos años para fomentar el turismo. La pesca de altura y los paquetes de exploración submarina se han ampliado considerablemente. En la pesca deportiva del atún o el peto, las capturas se marcan y se liberan o se entregan a los aldeanos locales. Otras opciones de pesca son los langostinos y las anguilas en los ríos, la pesca submarina, el submarinismo para pescar langostas o los viajes a los lagos de los cráteres para pescar langostinos y anguilas.
Las mujeres también desempeñan un papel importante en la pesca junto a los hombres, principalmente mediante la pesca a pie en aguas poco profundas cerca de la costa. Con redes de enmalle, capturan mangles, muy demandados. Participan en la recogida de marisco, la captura de peces y la captura de langostas, así como de pepinos de mar y cangrejos de fango.
La acuicultura en Vanuatu existe a pequeña escala, tanto comercial como privada. En el país se han realizado varios esfuerzos acuícolas, incluidos intentos de criar ostras del Pacífico, peces conejo, langostinos malayos y tilapia. En 1999, el Departamento de Pesca llevó a cabo experimentos con Kappaphycus alvarezii y tres especies de almeja gigante. Los registros oficiales del Departamento de Pesca indican que en 2000 se exportaron del país 1.165 dólares estadounidenses de coral cultivado, con 275 piezas en total. El cultivo de Macrobrachium lar en terrazas de taro se practica con fines de subsistencia, y Macrobrachium rosenbergii ha sido identificada por el gobierno de Vanuatu como especie de alta prioridad.
La acuicultura comercial o privada es escasa en Vanuatu. El Departamento de Pesca gestiona un pequeño criadero de caracoles trochus (Trochus niloticus), que produce juveniles que se utilizan en experimentos para estudiar el impacto y el potencial de la resiembra de arrecifes como medio para mejorar la pesca de trochus silvestres. También se llevan a cabo trabajos experimentales similares con el caracol verde (Turbo marmoratus).

A mediados de 1999, el Departamento de Pesca realizó algunos ensayos de desove de tres especies de almejas gigantes. Ese mismo año, el departamento trajo algas (Kappaphycus alvarezi) de Fiyi para algunos cultivos experimentales. El 1 de septiembre de 2008, Vanuatu se convirtió en el primer país insular del Pacífico en contar con un plan de desarrollo de la acuicultura y una Asociación de Acuicultura y Pesca.

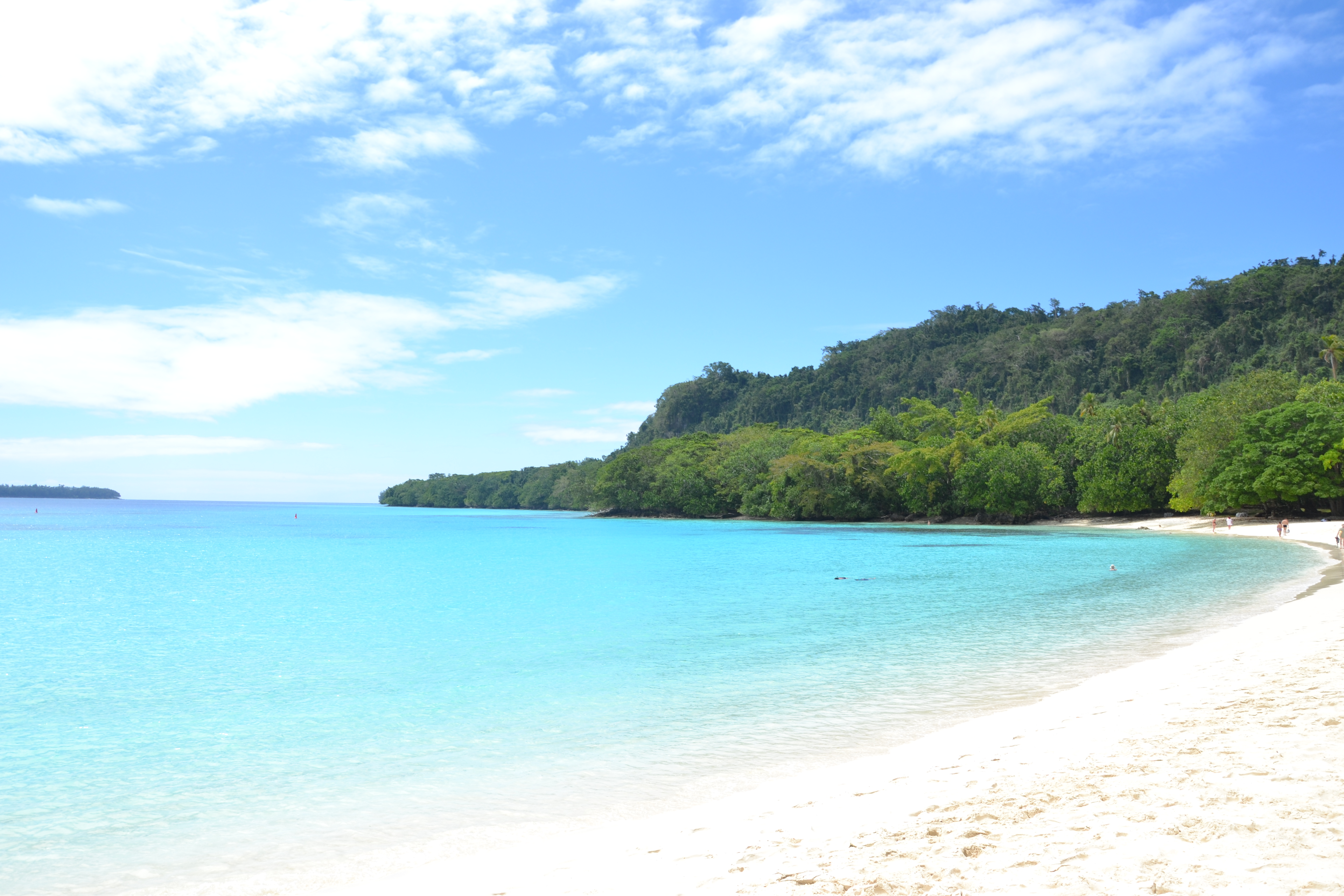
Playa Champagne en la Isla de Espíritu Santo (3 955,5 km²)

### Turismo
El crecimiento medio del PIB fue inferior al 3% anual durante los años 90: a mediados de 2002, el Gobierno intensificó sus esfuerzos para aumentar el turismo y generar así un sector económico boyante. El aumento del número de turistas data principalmente de 2005, Año del Turismo, con vuelos adicionales, escalas de cruceros, complejos hoteleros, escuelas de hostelería, ecoturismo, etc. Los turistas son principalmente australianos, estadounidenses, neozelandeses y neocaledonios. Los meses de mayor afluencia son julio, septiembre y diciembre.
En 2010 se alcanzó la cifra de 100.000 visitantes. El turismo en Vanuatu se dirige más a una clientela adinerada, y muchos turistas proceden de cruceros que hacen escala.

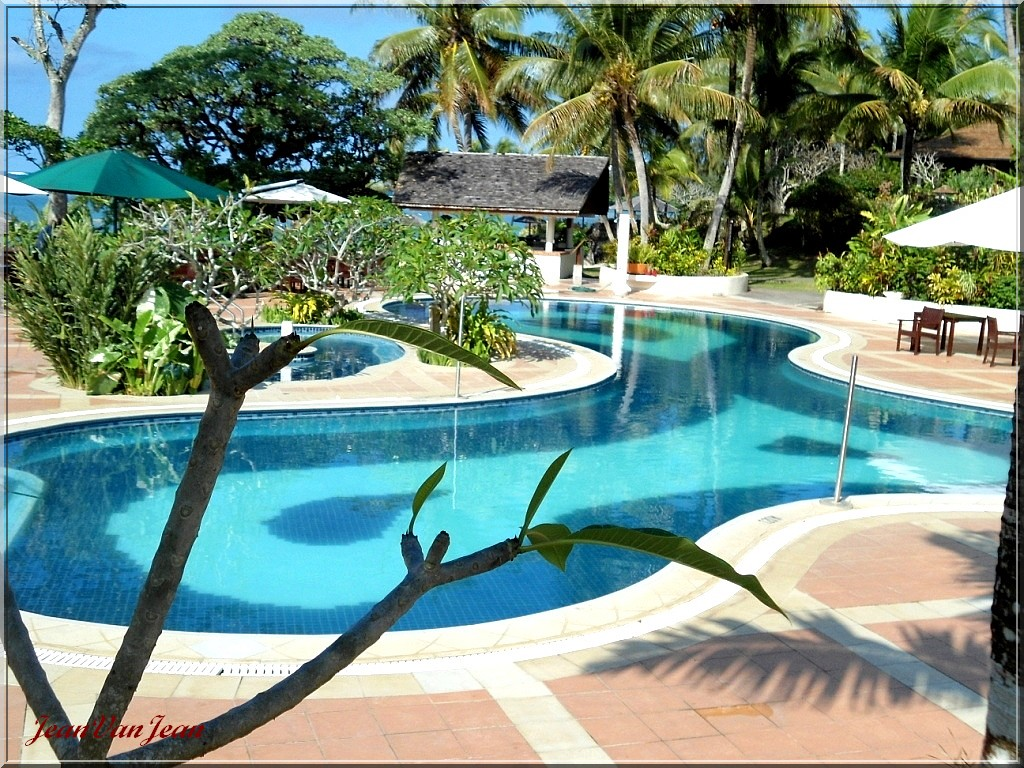
Un hotel en Port Vila la capital nacional

Según la Oficina Nacional de Estadística de Vanuatu, las llegadas de visitantes internacionales por vía aérea fueron de 115.634 en 2018 y de 120.628 en 2019, el 80% de los cuales eran veraneante. Los cruceros (70 en 2019) trajeron 234 567 turistas en 2018 y 135 357 en 2019. Estos viajeros proceden en un 52% de Australia, un 13% de Nueva Zelanda, un 12% de Nueva Caledonia, y solo un 7% de Europa, un 5% de las islas del Pacífico y un 4% de China. Los turistas que llegan por vía aérea permanecen una media de entre una y dos semanas, y la mayoría tiene entre 30 y 50 años. Aparte de Efaté (donde se encuentra el aeropuerto), las islas más visitadas son Tanna y Santo, cada una con más de 10.000 visitantes al año.
Vanuatu tiene mucho que ofrecer: mar y sol, clima, volcanes, cenotes, productos locales, submarinismo, pesca de altura, excursiones marítimas, viajes aéreos, cultura y tradiciones, pueblos culturales, senderismo, paseos en barco, equitación, golf, paz y tranquilidad, amabilidad y hospitalidad, etc.
De norte a sur, los lugares turísticos más famosos son:

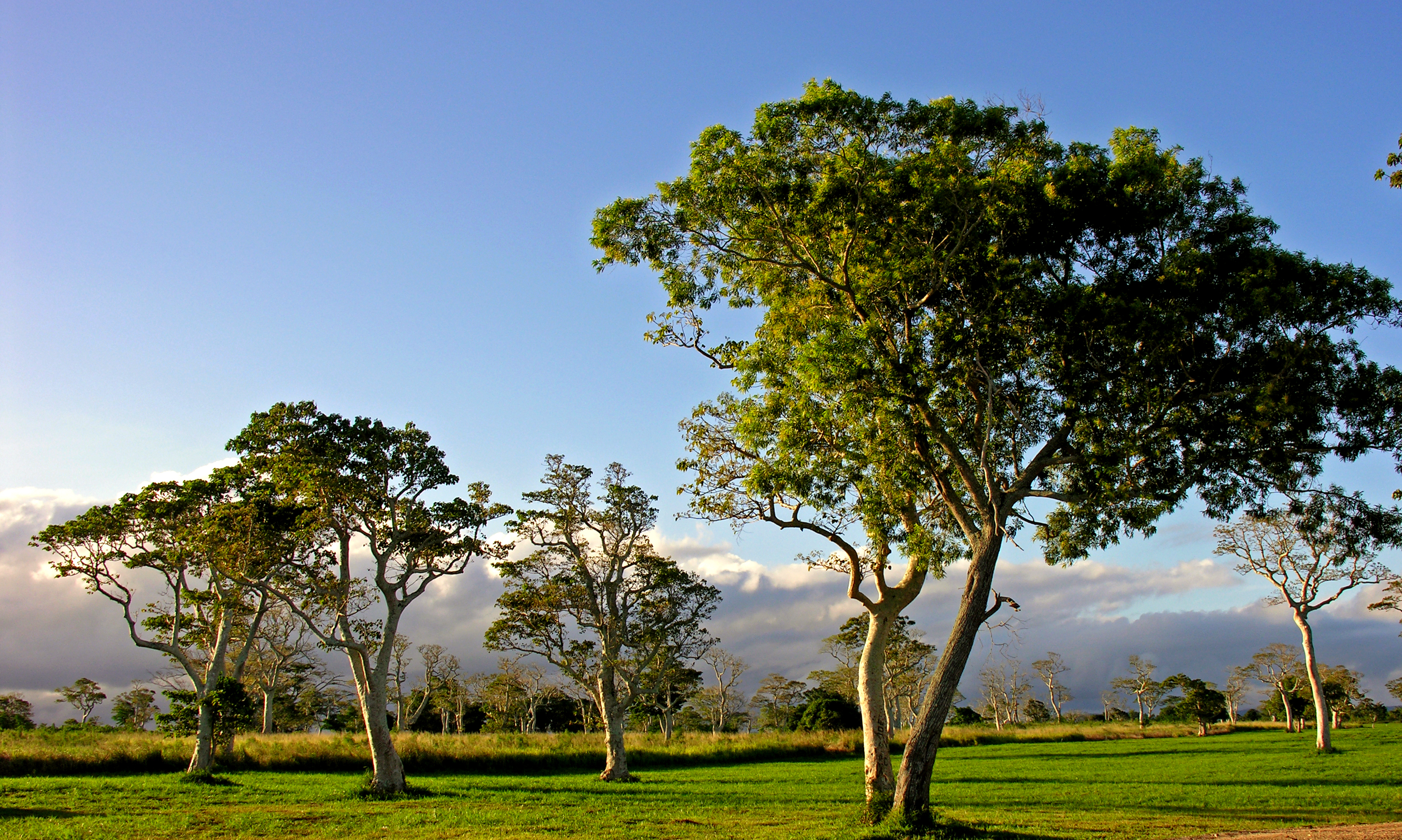
Paisaje verde en Port Vila

- El SS President Coolidge, uno de los pecios submarinos más grandes y accesibles del mundo (un transatlántico de guerra de casi 200 m de largo y 25 m de ancho), situado en Luganville, en la isla de Espíritu Santo.[70]
- Million Dollar Point, una playa famosa desde que el ejército estadounidense hundió allí todo su material bélico al final de la Segunda Guerra Mundial, por valor de varios millones de dólares, en Luganville, Espíritu Santo; este lugar se ha convertido en un sitio insólito para bucear y nadar,[71] donde se pueden ver barcos hundidos, tanques, artillería y otros equipos militares históricos.[72]
- Millennium Cave, la mayor cueva de Vanuatu con un río subterráneo, situada en el centro-sur de Santo.[73]
- Los numerosos "agujeros azules" de la isla de Espíritu Santo, curiosidades geológicas en forma de grandes pozos naturales de agua cristalina.[74] El más cercano a Port-Vila recibe el nombre de "Laguna Azul ".[75]
- Varias islas más pequeñas también dan la bienvenida a los turistas, como Pelé (al norte de Éfaté), ganadora del Premio al Mejor Recorrido en 2005, y uno de los recorridos presentados a los Premios de Turismo 2015-2016, galardonado por Evergreen como Mejor Recorrido Recreativo.[76]

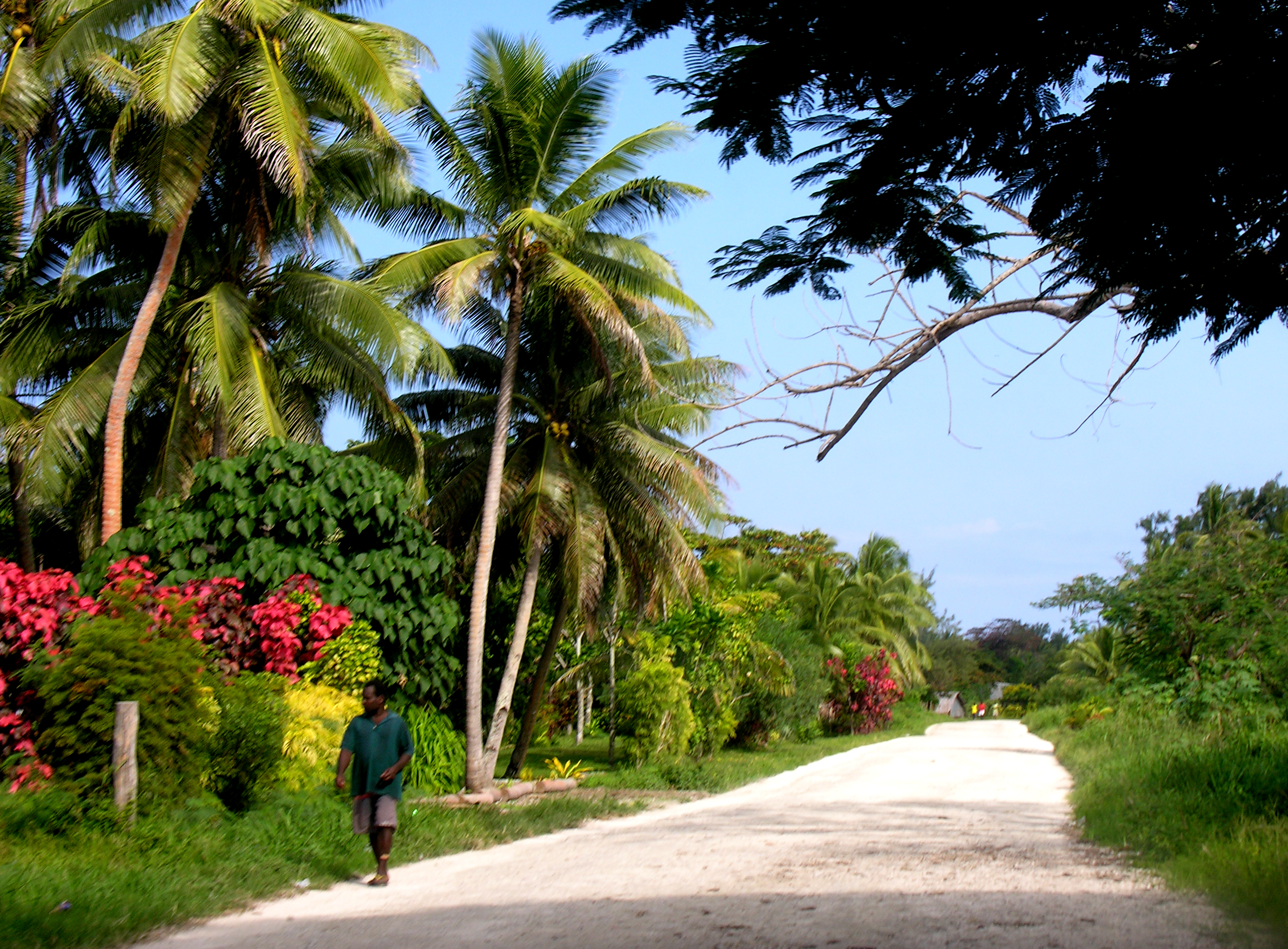
Camino en la isla de Éfaté

- Las numerosas playas de arena blanca y aguas turquesas, como la playa Champagne (votada como la 36.ª playa más bonita del mundo en 2018)[77] y Port Olry.[78]
- Numerosas cascadas, como la cascada del monte Esperanza (Santo),[79] Rarru Rentapao (Éfaté)[80] y las cascadas de Mele (Éfaté).[81]
- Varios pueblos tradicionales acogen a los turistas para mostrarles su cultura, como el pueblo de Ekasup, cerca de Port-Vila, en Éfaté.[82]
- La biodiversidad marina de Vanuatu es también una atracción turística, con especies marinas raras como el dugongo y el nautilus, y una gran variedad de corales y peces coralinos. Los turistas pueden conocer este entorno en centros especializados como el Reef Vanuatu Zoological.[83]
- El gran mercado de Port-Vila también es un lugar popular entre los turistas, por su riqueza en frutas y verduras exóticas y su sección de restauración.[84]

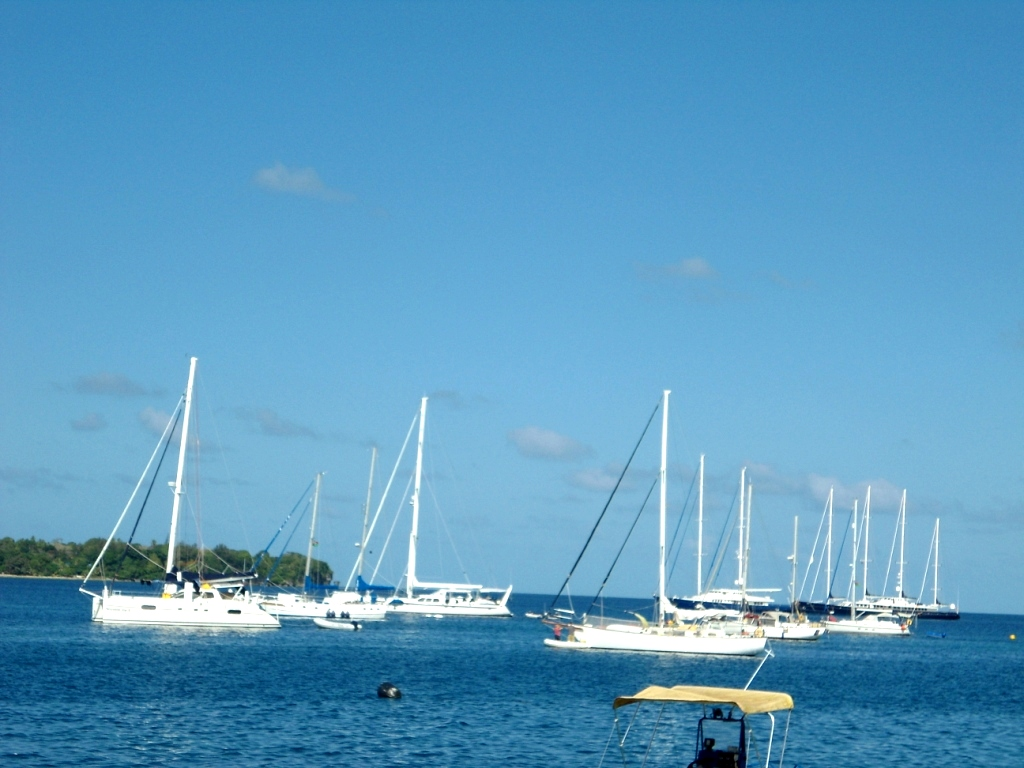
Un grupo de yates en aguas de Vanuatu

- El centro cultural de Vanuatu es la institución cultural nacional de Vanuatu, dedicada al descubrimiento de las culturas indígenas tradicionales de Vanuatu en sus diversos aspectos, desde el dibujo en la arena a la música, pasando por los conocimientos y costumbres indígenas, situado en el parque Saralana, en Port-Vila (Éfaté).[85]
- Hay muchos volcanes, entre ellos "Lac Manaro" en la isla de Ambae, "Mt Garet" en la isla de Gaua, "Mt Marum y Benbow" en la isla de Ambrym, "Lopevi" en la isla de Lopevi y "Yasur" en la isla de Tanna, el volcán más popular y de más fácil acceso. Atrae a miles de turistas a la isla de Tanna cada año, incluidos los productores de la película Tanna, que llevó a la isla, a su volcán y a Vanuatu a los Óscar y fue nominada al premio a la mejor película de habla no inglesa de 2017.[86]

## Demografía
La población de Vanuatu para el año 2023 era de 320 409 habitantes, siendo el 50,5% la población masculina y el 49,5% la población femenina. La densidad de población es de 26 habitantes por kilómetros cuadrado. La mayoría de los habitantes de Vanuatu (95 %) son nativos melanesios, o ni-Vanuatu; el resto de la población es de origen europeo, asiático y de otras islas del Pacífico. 
En el año 2020, la provincia que concentraba mayor porcentaje de población es Shefa (34,67%), seguido de Sanma (20,3%), Tafea (15,2%), Malampa (14,17%) y Torba (3,78%). El 22% de la población vive en zonas urbanas, mientras que el 78% lo hace en el medio rural. Las principales ciudades del país son Port Vila, capital del país, con algo más de 50 mil habitantes y Luganville, en la Isla de Espíritu Santo, con alrededor de 15 mil habitantes. 
La esperanza de vida de las mujeres es de 74,2 años, mientras que la de los hombres es de 71,6 años.
El porcentaje de población inmigrante en el país es bajo, de tan solo el 1,08% en 2020, siendo principalmente australianos, franceses y neozelandeses.

### Lenguas
Existen tres idiomas oficiales: inglés, francés y bislama (un idioma criollo que evolucionó del inglés). Además, en las islas son habladas alrededor de cien lenguas locales, todas ellas son lenguas estroncianas del grupo oceánico meridional que se clasifican en dos grandes grupos:
- Lenguas del norte y centro de Vanuatu
- Lenguas de Vanuatu meridional

Vanuatu tiene una de las mayores densidades lingüísticas del mundo, con 138 lenguas vernáculas distintas por cada 300.000 habitantes. Todas estas lenguas pertenecen al grupo de las lenguas oceánicas. Dentro de este grupo, tres son polinesias, nueve pertenecen al grupo "Vanuatu Sur", y todas las demás pertenecen al grupo "Vanuatu Norte-Centro ". Además de estas 138 lenguas endémicas de Vanuatu, hay varias lenguas habladas por personas llegadas durante el siglo XX: el fiyiano (350), el tahitiano, el tongano, el gilbertino, el vietnamita (770), el valsiano (780) y algunas lenguas chinas, en particular el hakka.
La República de Vanuatu tiene tres lenguas oficiales: el francés y el inglés, las dos lenguas heredadas de la colonización, y el bichelamar o bislama, un pidgin basado en el inglés (con algunos elementos léxicos del francés y de las lenguas del norte de Vanuatu). Si bien es cierto que las poblaciones rurales (79% de la población en 1996) utilizan poco el francés o el inglés, el bichelamar es la lengua franca común en todo el archipiélago. Sin embargo, salvo en las zonas urbanas, no ha suplantado a las lenguas vernáculas, que se resisten a su influencia (salvo ocasionalmente en forma de préstamos léxicos).

El uso del francés ha disminuido considerablemente desde 1995, y el país se ha orientado más hacia los países anglófonos (Australia, Nueva Zelanda, las Islas Salomón, etc.) con fines económicos, culturales y diplomáticos. El inglés también se utiliza cada vez más en la educación y el turismo, ya que la mayoría de los visitantes son anglófonos.

### Religión
El cristianismo, dividido en varias denominaciones, es la religión predominante en Vanuatu. La Iglesia Presbiteriana, que abarca una tercera parte de la población, es la mayor de ellas. La Iglesia católica y la Iglesia anglicana son otras denominaciones comunes, con 15 % de la población cada una. También se encuentran la Iglesia Adventista del Séptimo Día y la Iglesia de Cristo. Los ministros de Neil Thomas, así como también varios grupos y denominaciones religiosas.
Debido a la modernidad que los militares de la Segunda Guerra Mundial trajeron consigo cuando llegaron a las islas, se desarrollaron varios cultos cargo. El culto a John Frum en Tanna sigue siendo grande, y tiene partidarios en el parlamento. También en Tanna es el Movimiento Príncipe Felipe, que venera al Príncipe Felipe esposo de la reina Isabel II del Reino Unido. Los aldeanos de la tribu Yaohnanen creen en una antigua historia sobre el hijo de piel pálida de un espíritu de la montaña que se aventuró a través del mar a buscar una mujer poderosa para casarse. El Príncipe Felipe, después de haber visitado la isla con su nueva esposa, la reina Isabel II, se adapta a la descripción exacta y por lo tanto, es venerado e incluso adorado como un dios en la isla de Tanna.

### Sanidad
Vanuatu tiene un clima tropical y más del 80% de la población vive en aldeas rurales aisladas con acceso a sus propios huertos y almacenes de alimentos. La esperanza de vida en Vanuatu es de 67 años para los hombres y 70 para las mujeres.
No es necesario vacunarse para entrar en Vanuatu. Sin embargo, algunas fuentes consideran que es aconsejable tomar un tratamiento preventivo contra la malaria, sobre todo para las estancias fuera de Efaté: fuera de las dos ciudades principales, puede haber malaria por Plasmodium falciparum. Como norma general, se aconseja protegerse al máximo contra los mosquitos, vectores de otras enfermedades tropicales como el dengue.
Las enfermedades graves más comunes en Vanuatu son la malaria, la diabetes, la tuberculosis y la hipertensión, todas ellas tratadas gratuitamente (para nacionales o residentes). También hay casos ocasionales de ITS (antes conocidas como "ETS"), malnutrición infantil, paperas, rubeola, sarampión, tétanos-difteria, fiebre tifoidea y hepatitis A y B. Los mosquitos también pueden transmitir el chikunguña y el dengue.
La rabia no está presente en Vanuatu. En Vanuatu, el 27% de la mortalidad infantil entre 0 y 5 años se debe a enfermedades como el paludismo, la diarrea agravada y la neumonía. Para las personas de entre 15 y 59 años, las principales causas de muerte son las enfermedades cardiovasculares (27%), el cáncer (13%), los accidentes (13%), las enfermedades hepáticas (10%), las infecciones (10%), la diabetes (7%) y las enfermedades respiratorias (7%). En Vanuatu, la diabetes afecta sobre todo a las personas de entre 15 y 59 años, con un 7% de varones y un 10% de mujeres afectados. Las hepatitis A y B están presentes en Vanuatu, donde el 18% de las muertes de hombres adultos se deben a la hepatitis, frente al 9% de las muertes de mujeres adultas114.
Hay cinco hospitales públicos y uno privado, con 27 pequeños centros de salud (dispensarios) repartidos por las islas y más de 200 puestos de primeros auxilios en zonas más remotas. Los dos principales hospitales de referencia se encuentran en Port-Vila y Luganville.

## Cultura
La isla Tanna está poblada completamente por melanesios, que siguen un tipo de vida más tradicional que los de muchas otras islas. Algunas de las aldeas se conocen como kastom (del inglés custom, costumbre), donde están prohibidos los inventos modernos, los hombres usan kotekas (llamadas nambas en idioma bislama) y camisas de césped.
Por las particularidades en el estilo de vida de esta gente; Vanuatu es, según el Happy Planet Index, el país más feliz del mundo.

### Tradiciones
Una parte esencial de la cultura de Vanuatu es el nakamal. Tradicionalmente, es un lugar donde los hombres se reúnen después del trabajo para beber kava y discutir asuntos locales, políticos y de otro tipo. Tradicionalmente, el nakamal estaba reservado a los hombres de cierto estatus: los solteros, las mujeres y los niños no podían acercarse a él; sin embargo, hoy en día muchos nakamals están abiertos a las mujeres y no se exige ningún rango consuetudinario. Puede celebrarse bajo un árbol o en un edificio reservado a tal efecto. 
Es aquí donde el jefe de la aldea ejerce su capacidad de mediación y dicta sentencia. De este modo, el nakamal contribuye en gran medida a que Vanuatu sea más pacífico que sus vecinos melanesios. Todavía se pueden encontrar algunos nakamals tradicionales en varias islas, sobre todo en las afueras del archipiélago (Tanna, etc.), mientras que los de Efate y las zonas más turísticas son simples bares de kava al aire libre. Se puede obtener más información sobre los nakamals tradicionales en el centro cultural de Vanuatu, en Port-Vila, que alberga el Museo Nacional y la Biblioteca Nacional. En el contexto urbano, la palabra nakamal se utiliza ahora también para referirse a un tipo de bar de kava, de los que ahora hay muchos en Port-Vila.

### Música
La música tradicional de Vanuatu sigue prosperando en las zonas rurales del país. Los instrumentos musicales consisten principalmente en idiófonos: tambores de diversas formas y tamaños, gongs partidos, tubos de percusión y maracas.
Hay varios tipos de flautas hechas de bambú. Se pueden encontrar en todo el archipiélago, pero son más comunes en Ambrym, Pentecostés y Tanna, donde se presentan en diversos tamaños. La flauta se toca con diversos fines, desde el entretenimiento y la relajación hasta potenciar el efecto de la magia de seducción, ayudar a la narración tradicional o dibujar en la arena.
El tambor de hendidura de madera es el instrumento musical más famoso de Vanuatu y se presenta en varios tamaños, a menudo macizo. Se tallan en grandes troncos de árbol del pan por su excelente sonido; el tambor tiene un pie para sostenerlo, y suele estar decorado con una o varias gradas talladas, a menudo antropomorfas. Su potente sonido sirve para diversos fines, como acompañar las danzas tradicionales durante las ceremonias, convocar a la población a una reunión o anunciar la muerte de un jefe.
La Ëtëtung, o música del agua, originaria de las islas Banks, al norte del país, es una experiencia sonora y visual hipnótica única en el mundo. Estas actuaciones musicales son un conjunto de movimientos diferentes realizados según la superficie del agua; salpicar, recoger, dar palmadas, rozar, arremolinarse... acompañados por el canto de un grupo de cantantes femeninas, todo ello ensamblado en un patrón rítmico.
Un género musical moderno que se hizo muy popular durante el siglo XX (bajo la influencia de la música hawaiana popularizada durante la guerra por los militares estadounidenses) en todas las regiones de Vanuatu es el conocido como banda de cuerda. Combina guitarras, ukelele y canciones populares.
Más recientemente, la música de Vanuatu como industria creció rápidamente en la década de 1990 y varias bandas han forjado una identidad ni-vanuatense distintiva. Entre los géneros más populares de la música comercial moderna, que se tocan actualmente en las zonas urbanas, se encuentran la música Zouk (el archipiélago dio un triunfo al grupo Kassav en 2019), el Reggae (Stan y Tujah) y el Reggaeton (una variante del Dancehall Reggae cantada en español), que es especialmente popular en las discotecas de Port-Vila con un público predominantemente occidental y turista. Una de las cantantes pop más conocidas de Vanuatu es Vanessa Quai, que representó al país en la inauguración de los Juegos del Pacífico en 2017. Port-Vila también alberga una pequeña escena electro, que puede verse en varios eventos.
El cantante punk francés Didier Super ha realizado dos giras por Vanuatu, y en 2016 grabó un álbum titulado Vacances à vos frais, en el que canta acompañado por la banda local The Aro String Band.

### Gastronomía
La cocina de Vanuatu (Aelan kakae) incorpora el pescado, las hortalizas de raíz como la malanga y ñame, frutas y verduras. La mayoría de las familias de la isla cultiva alimentos en sus jardines, y la escasez de alimentos son raros. Papayas, piñas, mangos, plátanos y patatas dulces son abundantes durante gran parte del año. La leche de coco y la crema se utilizan para dar sabor a muchos platos. La mayoría de los alimentos se cocinan con piedras calientes o por medio de la ebullición y cocer al vapor; muy poca comida se fríe.
La comida tradicional es principalmente guisada, pero también se utilizan platos asados y hervidos.
La palabra bichelamar para designar la comida es "kakae". Reflejo de la gran diversidad cultural que caracteriza a las islas del archipiélago, la tradición culinaria difiere mucho de una isla a otra, dando lugar a una variedad muy amplia de platos locales.
El pescado y el marisco (marlín, lampuga, atún bananero, langosta y almejas de mar, por ejemplo) son muy comunes, al igual que el cerdo y el pollo. Los alimentos básicos son la mandioca, el ñame, el fruto del pan, los plátanos, el taro, las batatas, etc. El coco (leche, nata, pulpa) se utiliza en casi todas las recetas. Tradicionalmente, los alimentos se cocinan bajo piedras calientes, pero también se hierven o asan a la parrilla.
Las frutas locales son muy consumidas: coco, naranja, mandarina, granadilla (también conocida como fruta de la pasión, maracuyá, manzana-liana), mango, guanábana, plátano, etc.
Los platos más famosos son completos, a base de tubérculos (ñame, taro, macabo, mandioca) o frutos amiláceos (plátano, fruta del pan), pelados y rallados, verduras (col isleña, espinacas), con o sin pescado o carne (pollo, cerdo, cazón), con leche de coco, cocidos en hojas de plátano o heliconia en hornos de piedra calientes en el suelo.
Los principales platos locales son
- Laplap[106] es el plato nacional. Consiste en tubérculos rallados (mandioca, taro, etc.) cubiertos de leche de coco y envueltos en hojas de plátano; todo ello se guisa en un horno de piedra. A menudo se añaden trozos de cerdo, ternera, ave, pescado, gambas o cazón.
- Tuluk[107] es una especie de pastel de carne: consiste en carne picada de cerdo o ternera envuelta en mandioca y cocida en hornos tradicionales bajo piedras calientes; el guisado dura más de una hora.
- La bougna es un plato tradicional melanesio, considerado el equivalente del laplap en Nueva Caledonia. En la bougna, los ingredientes simplemente se pican (no se rallan), se envuelven en hojas de plátano y se guisan en un horno de piedra caliente. Es una especie de guiso a base de carnes variadas (pollo, paloma, pescado, cerdo o cazón) acompañadas de taro, boniatos, plátanos poingo, tomates y ñame, todo ello regado con leche de coco.[108]
- El nalot[109] es un plato a base de taro, plátano poingo o árbol del pan, en el que la verdura se cuece en un horno de piedra y luego se tritura; el plato se cubre a veces con crema de coco, previamente calentada sobre piedras calientes.[106][110]
- El simboro es un plato a base de mandioca rallada o plátano poingo, envuelto en espinacas del Pacífico y hervido en leche de coco.[111]

### Literatura
En general, la literatura de Vanuatu aún no ha tenido una repercusión internacional significativa, pero algunos escritores han adquirido cierta fama más allá de las fronteras de su país. Entre ellos figuran la poetisa Grace Mera Molisa y el grupo de teatro Wan Smolbag.
Las primeras novelas de Vanuatu han sido escritas por el francófono Marcel Melthérorong, que también es cantautor desde 2007. Su primera novela, Tôghàn, describe a "jóvenes oceánicos que pierden el norte" entre "el modelo occidental y los valores melanesios". Fue un éxito popular, y en 2009 recibió un prólogo escrito por Jean-Marie Gustave Le Clézio, Premio Nobel de Literatura. Le Clézio destacó la aparición de "una voz nueva y original" en "la familia de la literatura francófona ".
En 2015, la Alianza Francesa publicó "Quand le cannibale ricane ", la primera novela del autor nacido en Vanuatu Paul Tavo. También publicó una colección de poemas, "L'Âme du Kava ", en 2011.
En 2005, Jean-Marie Gustave Le Clézio escribió un ensayo sobre su estancia en la isla de Pentecostés o Raga. Presenta reflexiones sobre el asentamiento colonial y la historia de Vanuatu y, más allá, la de los pueblos colonizados.

### Arte tradicional
La artesanía y la producción artística están íntimamente ligadas a la vida cotidiana y cultural, y varían mucho de una isla a otra: cada isla tiene su propio tipo de artesanía elaborada, y a veces ciertas regiones o linajes tienen su propio estilo. En las sociedades tradicionales, la distinción entre artesanía y arte es ambigua, y la frontera entre ambas no siempre está clara. Tanto los hombres como las mujeres fabrican objetos necesarios para la vida doméstica (herramientas, vivienda, ropa).
Los hombres crean representaciones simbólicas en el marco de prácticas rituales, mientras que las mujeres son a menudo, aunque no exclusivamente, especialistas en tejer fibras vegetales (coco, pandanus, etc.) La talla en madera está especialmente desarrollada en el archipiélago: no es raro que los escultores adquieran notoriedad por el don artístico que desarrollan, que acaba transmitiéndose de padres a hijos.
En 1993, gracias a la financiación francesa, se construyó el museo nacional: alberga algunas obras de arte notables, así como exposiciones temporales como Spirit blong bubu i kam bak ("El espíritu de los antepasados regresa") en 1996, que reunió un gran número de obras que habían estado dispersas por varios museos europeos.

### Otros aspectos de la cultura de Vanuatu
En la isla de Pentecostés se celebra un espectacular acto consuetudinario: el salto del Gol (Le saut de Gol,). Tras construir una torre de ramas de unos veinte metros de altura (véase Gol), hombres y niños se lanzan al vacío con sólo dos lianas enrolladas en los tobillos;
En la isla de Mallicolo (Malekula), los hombres bailan con máscaras en la cabeza hechas de tierra amasada alrededor de un armazón de raíces de helechos arborescentes. Al son de sus campanas, hechas de nueces y atadas a los tobillos, celebran los principales acontecimientos consuetudinarios: nacimientos, circuncisiones, paso de grados y ritos funerarios;
En la isla de Gaua, las mujeres interpretan "música acuática" (Water Music), música de percusión que se toca moviendo y dando palmas sobre la superficie del agua en la cuenca de un río o en el mar.
En la isla de Tanna, hombres y mujeres bailan la danza Toka, comenzando el ritual bailando en círculo al compás de un ritmo. La danza Toka celebra la asociación de dos tribus; cuantos más bailarines, más importante es la ceremonia.

### Medios de comunicación
El Gobierno tiene un periódico semanal, el Vanuatu Weekly. Sin embargo, el principal periódico del país es su único diario, el Vanuatu Daily Post, un periódico independiente que es de facto el medio de comunicación de referencia del país. El Vanuatu Daily Post, fundado en 1993 y que sólo publica en inglés, lanzó en 2008 un semanario en francés, L'Hebdo du Vanuatu (en), destinado a los vanuatenses francófonos, incluidos los expatriados en la vecina Nueva Caledonia.
Trading Post Ltd, propietaria del Vanuatu Daily Post, tiene también dos revistas especializadas: Vanuatu Business Review (prensa económica y financiera) y Life & Style (moda).
Otros semanarios independientes son Port-Vila Presse y The Vanuatu Independent.
La Vanuatu Broadcasting and Television Corporation (VBTC) es la empresa pública de radiodifusión del país, y emite en bichelamar, la lengua pidgin nacional, y anteriormente en inglés y francés, en Television Blong Vanuatu, el único canal de televisión nacional, fundado con la ayuda de Radio France Internationale. La VBTC gestiona también Radio Vanuatu, Studio 5 North (radio, sólo en Luganville) y Paradise FM (radio, un canal comercial público, en Port-Vila y Luganville).
También hay emisoras de radio privadas, como Capital FM 107 en Port-Vila78, y 96 BUZZ FM, que pertenece al mismo grupo mediático que el Daily Post.

## Deporte
El deporte más popular de Vanuatu es el fútbol, la Federación de Fútbol de Vanuatu es miembro de la OFC y la FIFA, administra la selección de fútbol de Vanuatu, que es una de las de mejor nivel dentro de la OFC. Clasificó a 8 de las 9 Copa de las Naciones de la OFC. Consiguió el 4.º lugar cuatro veces, en 1973, 2000, 2002 y 2008. Participó en varias eliminatorias pero nunca logró el pasaje a un mundial.

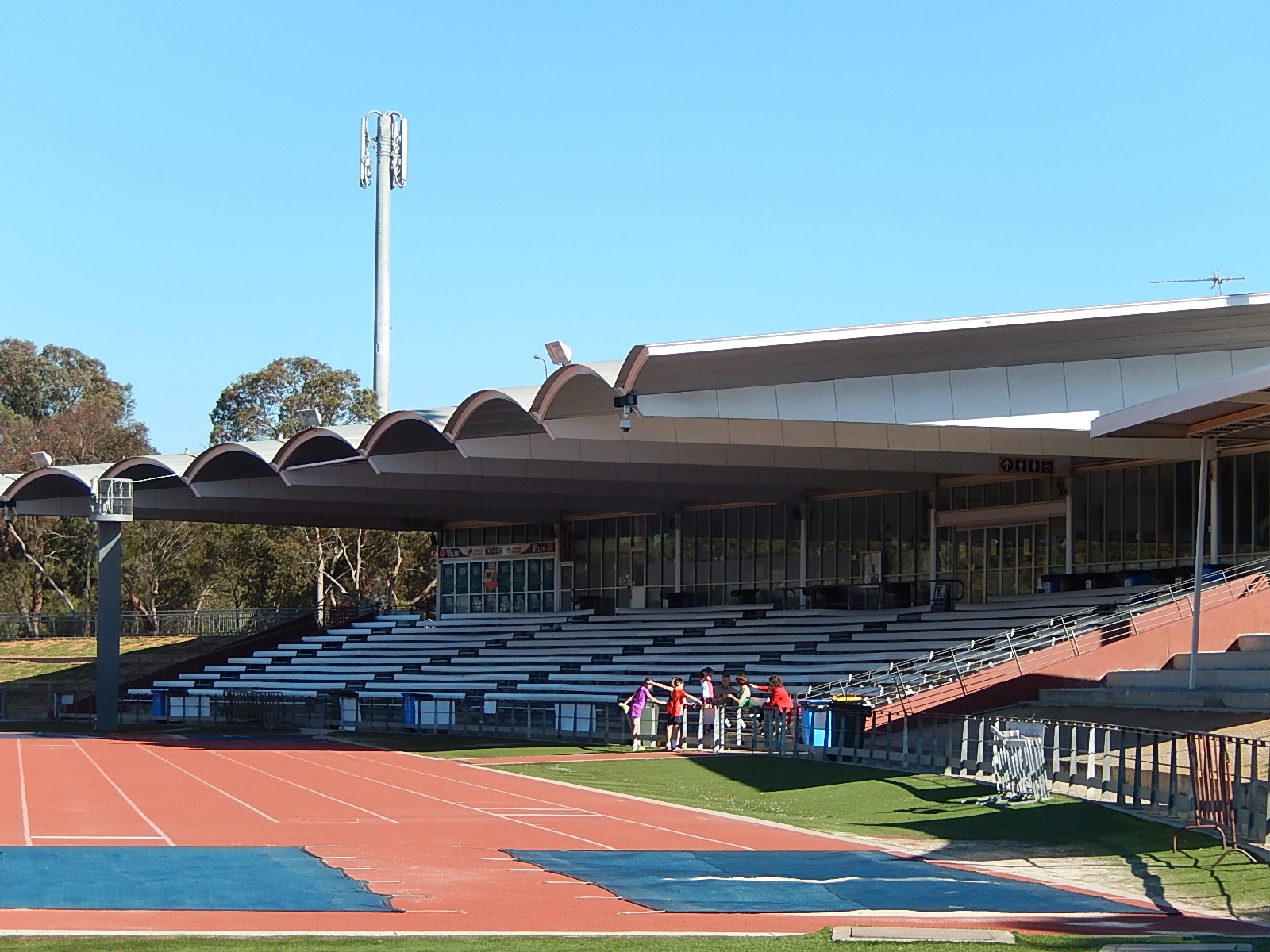
El Estadio Santos en Vanuatu es utilizado para diversos deportes como el fútbol, el atletismo o el rugby

Cabe destacar que en el año 2017 se clasificaron a la copa mundial sub-20, a realizarse en Corea del Sur. Ha sido la única vez que se han clasificado a una competición de clase mundial en cualquiera de sus categorías.
A nivel de clubes, Vanuatu posee un cupo entero a la Liga de Campeones de la OFC, aunque los equipos vanuatuenses no han logrado grandes logros en la máxima competición continental. La Primera División de Vanuatu se fundó en 1994 y está compuesta por 8 equipos, que se enfrentan todos contra todos en 2 rondas. El Tafea FC dominó la liga durante gran parte de las ediciones, pero en 2010 y 2011 el campeón fue el Amicale FC. También existe la VFF Bred Cup, la copa que junta a todos los equipos del país.
Otros deportes populares son el rugby, el béisbol, el squash, el fútbol de salón y el surf. Como en muchos países del Pacífico Sur, el rugby union también se está desarrollando. En octubre de 2018, el equipo de rugby Vanuatu XIII compitió en el Campeonato Mundial de Rugby de Naciones Emergentes XIII celebrado en Australia. Al final, quedó octavo en el torneo. También hay planes para que las "Treizistes" de Vanuatu se unan al equipo francófono del Pacífico XIII para competir en la Copa Instrust.

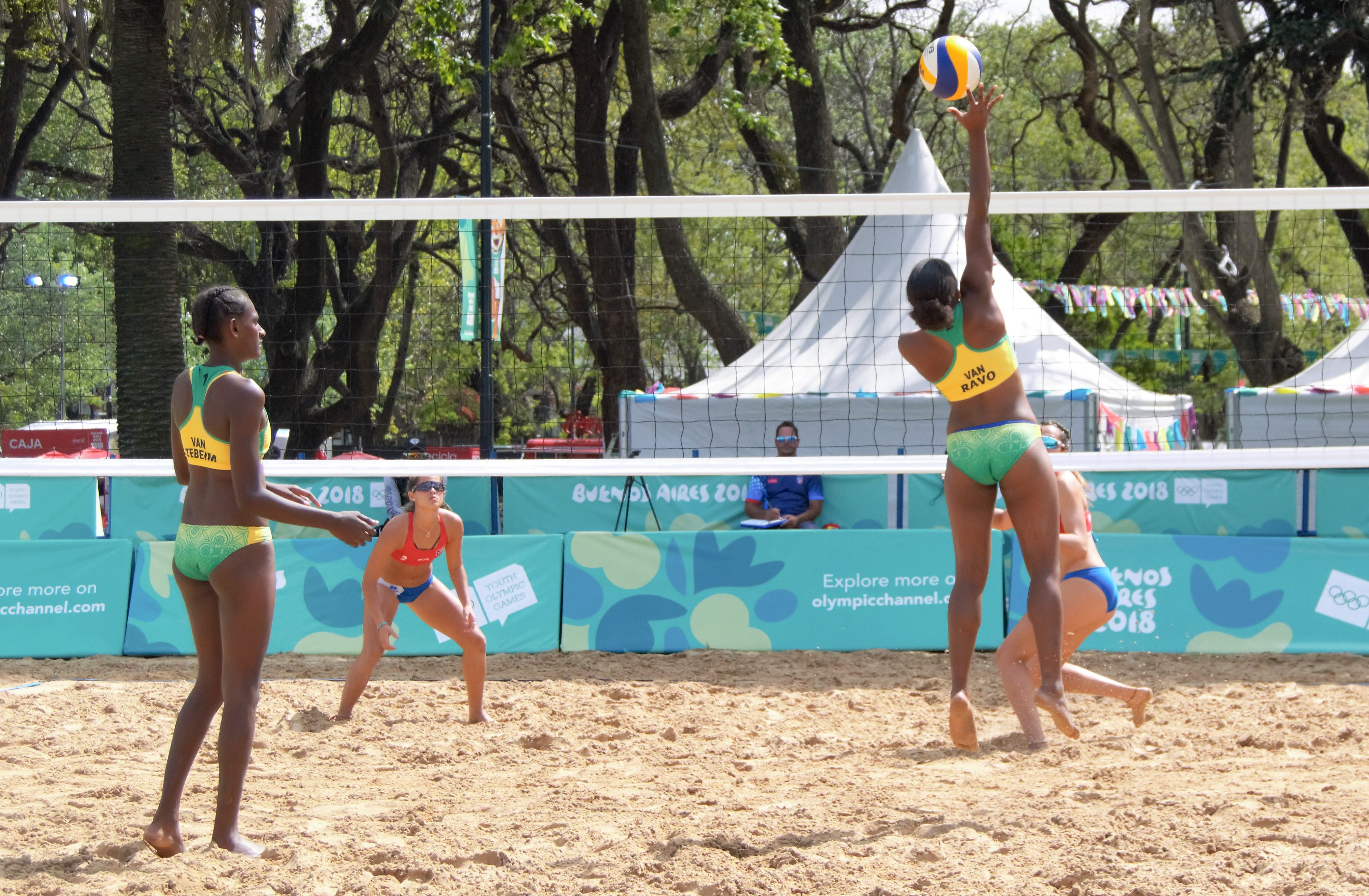
Partido de voleibol de playa entre Puerto Rico y Vanuatu durante los Juegos Olímpicos de la Juventud Buenos Aires 2018 (en Argentina).

La selección nacional femenina de vóleibol de playa ha alcanzado un alto nivel en la competición internacional. En 2019, un año después de ganar la medalla de bronce en Gold Coast en los Juegos de la Commonwealth, el equipo nacional femenino de vóley playa ganó la medalla de oro en los Juegos del Pacífico en Samoa.
El equipo de tenis de mesa de Vanuatu ganó siete medallas de oro en los Minijuegos del Pacífico en 2017. En 2019, el equipo de tenis de mesa ganó cuatro medallas de oro en los Juegos del Pacífico en Samoa.
El tenis es uno de los deportes que se está desarrollando gracias a la Federación de Tenis de Vanuatu, lo que permite a los equipos participar en torneos organizados por los países vecinos (Fiyi, Samoa, Papúa Nueva Guinea, etc.). El 26 de febrero de 2018, el equipo juvenil de tenis de Vanuatu fue seleccionado para un torneo en Fiyi. También participarán en los Juegos del Pacífico en Samoa en 2019.
El surf también es un deporte de rápido crecimiento en Vanuatu: cada año, la Asociación de Surf de Vanuatu organiza una competición internacional de surf, el Festival de Surf de Leimailo, en el que participan competidores de Australia, Fiyi, Papúa Nueva Guinea y Nueva Caledonia.

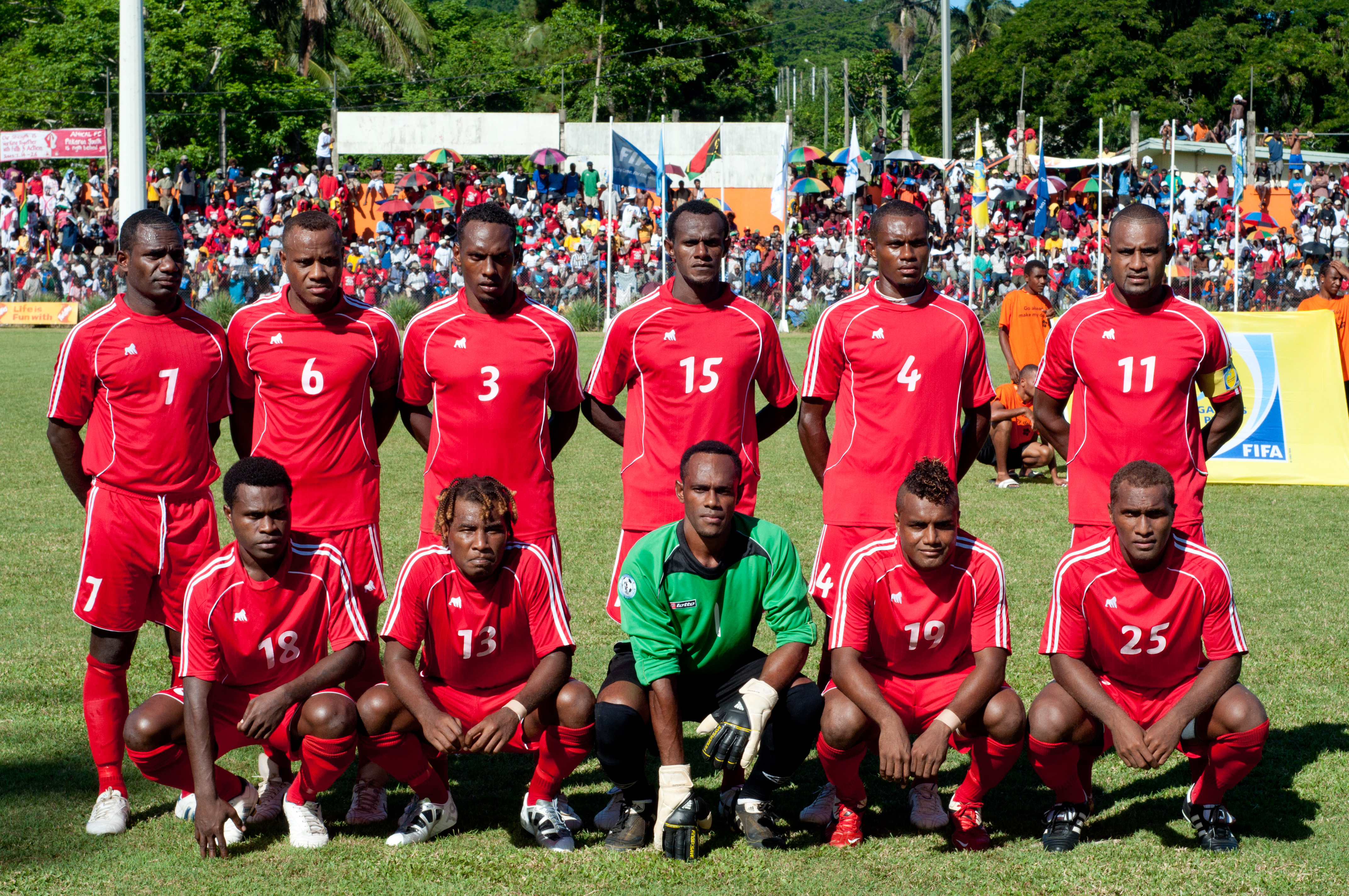
El equipo local Amicale Football Club antes de empezar un partido de fútbol

El judo es un deporte practicado y desarrollado en Vanuatu; algunos atletas han participado en competiciones internacionales, como Nazario Fiakaifonu, que gracias a su entrenador Brett Wright participó en la Copa del Mundo de 2011, en los Campeonatos de Oceanía de 2012 y 2014 y en los Juegos Olímpicos de Londres 2012. Múltiple campeón de Vanuatu, ganó la medalla de bronce en los Mini Juegos del Pacífico de 2017. El franco-vanuatuense Hugo Cumbo también juega a nivel internacional, clasificándose para los Campeonatos del Mundo y participando en los Juegos Olímpicos de Verano de 2020, donde fue eliminado en octavos de final.
En 2018, cuatro atletas de Vanuatu se clasificaron para los Juegos Olímpicos de la Juventud de Oceanía en Port Moresby (Papúa Nueva Guinea), entre ellos dos mujeres y dos hombres en hockey.
En 2019, el atleta de Vanuatu Rillio Rii completó cinco regatas en individual masculino en los Campeonatos del Mundo de Remo y ha sido seleccionado para competir en los Juegos Olímpicos de Verano de 2020 en Tokio.
El taekwondo es un deporte que se practica en Vanuatu, con dos atletas Ni-Vanuatu que representaron a Vanuatu en los Mini Juegos del Pacífico de 2016 en Papúa Nueva Guinea. Estos dos atletas se entrenaron en Corea del Sur durante dos meses antes de participar en los Mini Juegos del Pacífico de 2016.
En 2017, Vanuatu ganó por primera vez una medalla en tiro con arco durante los Mini Juegos del Pacífico.
En Vanuatu también se juega al netball.

## Filmografía
God is american, feature documentary (2007, 52 min), by Richard Martin-Jordan, on John Frum's cult at Tanna.